# Jardins botaniques royaux de Kew
« Kew Gardens » redirige ici. Pour les autres significations, voir Kew Gardens (homonymie) et Jardins botaniques royaux.
Les jardins de Kew (en anglais : Kew Gardens) sont un ensemble de jardins et de serres situés entre les quartiers de Richmond upon Thames et de Kew, au long de la Tamise, à l'ouest de Londres. Sur une superficie de 121 hectares, ils abritent l'une des plus importantes collections de plantes du monde — plus de 30 000 espèces de végétaux — et un centre de recherche en botanique réputé. Leur herbier est également l'un des plus grands du monde, avec plus de sept millions de spécimens. Fondé en 1759, ce lieu devenu emblématique de l'époque victorienne, qui accueille chaque année deux millions de visiteurs, a été inscrit en juillet 2003 sur la liste du patrimoine mondial établie par l'UNESCO.
Ce site est desservi par la station de métro Kew Gardens.
Les jardins botaniques royaux de Kew (en anglais : Royal Botanic Gardens, Kew, marque déposée) sont un non-departmental public body (NDPB), c'est-à-dire un « organisme public non ministériel » ou autorité administrative indépendante, sponsorisé par le Département de l'Environnement, de l'Alimentation et des Affaires rurales britannique. Il gère les jardins de Kew et le conservatoire international de semences Millennium Seed Bank Partnership.

## Historique

### Le site duXVIesiècleauXVIIIesiècle
Entre 1500 et 1550, une demeure appelée Kew Park House fut construite dans le coin nord-est du “champ de Kew” (Kew field). Vers 1600, le grand champ ouvert d'origine était devenu une série de plus petits champs enclos. Plusieurs propriétaires se succédèrent durant le XVIe siècle. Sir Richard Bennett acheta la propriété dans la première moitié du XVIIe siècle. Sa fille Dorothy Bennett hérita du domaine et se maria avec Sir Henri Capel de Tewkesbury. Ils renommèrent Maison blanche la maison de Kew Park. Une carte de 1730 donne le nom de St André à la propriété, à la suite du remariage d'Elizabeth Capel, et montre la Maison blanche située au sud de la maison hollandaise, avec ses cours d'agrément et ses jardins entourés de murs, et, au-delà vers le sud, le terrain agricole s'étendant sur environ les 2/3 de la longueur des jardins à notre époque.
Les jardins de Kew ont pour origine le jardin exotique constitué par Sir Henry Capel, agrandi et largement augmenté par Augusta de Saxe-Gotha-Altenbourg (1719-1772), veuve de Frédéric de Galles (1707-1751). Sir William Chambers (1723-1796) y construisit de nombreux bâtiments comme la pagode chinoise de 1761. George III enrichit les jardins avec l'aide de William Aiton (1731-1793) et de Sir Joseph Banks (1743-1820). Les anciens bâtiments de Kew House furent démolis en 1802. La Maison hollandaise attenante aux jardins, possession de la famille Levett, était louée par la famille royale depuis 1734 ; elle fut acquise par George III en 1781 pour abriter sa famille croissante en nombre. Elle est depuis connue sous le nom de Kew Palace.

### Une institution victorienne

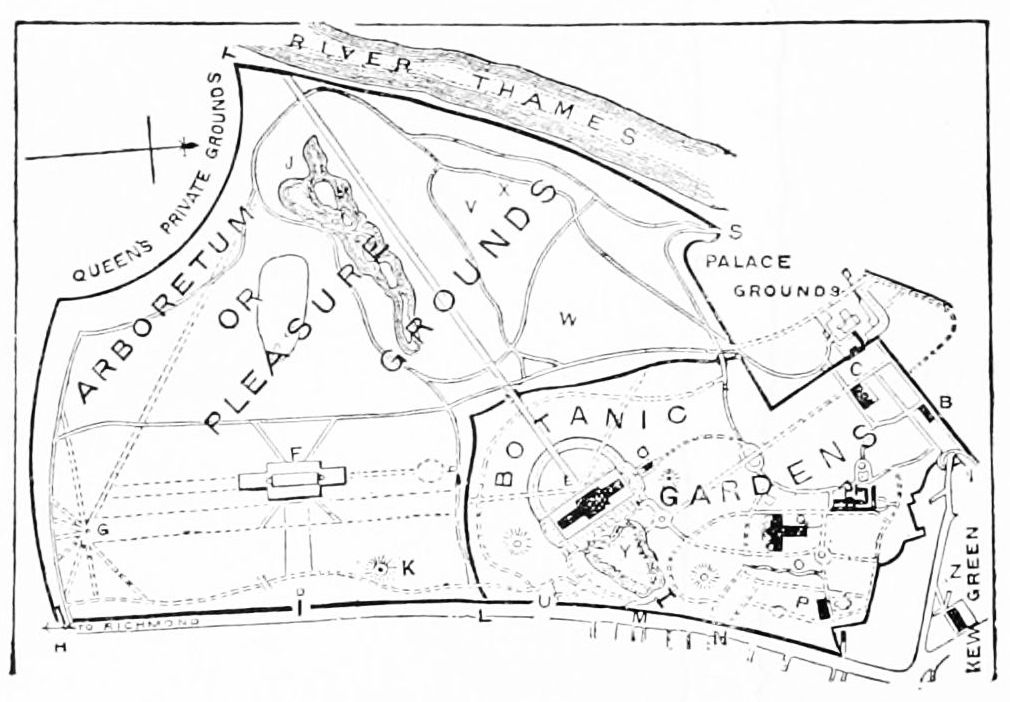
Plan de Kew Gardens en 1896

En 1840, après une période de déclin, les jardins reçurent l'appellation officielle de « Jardins botaniques nationaux ». Ils furent alors réorganisés sous la houlette du nouveau directeur, William Jackson Hooker (1785-1865), auquel succéda son fils Joseph (1817-1911) de 1865 à 1885. Sous leur impulsion, le site s'étendit de 30 hectares à 109, puis 121, et les collections furent enrichies. Cela s'accompagna d'une plus large ouverture au public, visible dans la fréquentation, qui passa de 9 000 visiteurs en 1841 à 400 000 en 1857. C'est également à cette époque, entre 1841 et 1849, que fut construite, par l'architecte Decimus Burton (1800-1881) et le forgeron Richard Turner (1798-1881), la vaste serre typiquement victorienne appelée Palm House, première construction d'envergure utilisant le fer forgé. C'est également sous la responsabilité des Hooker père et fils que fut initiée la constitution d'un herbier qui a largement contribué à la renommée scientifique des jardins de Kew.
Les collections de plantes atteignirent rapidement une dimension impressionnante, grâce au réseau de jardins et de collaborateurs dont l'institution disposait à travers tout l'empire britannique et permirent aux jardins de Kew « d'incarner en quelque sorte, par la magnificence de ses possessions, la mainmise britannique sur le globe ». Cette utilisation des potentialités de l'empire pour enrichir les collections des jardins de Kew n'est d'ailleurs pas à sens unique : la connaissance pointue que son personnel possédait des caractéristiques des différentes plantes collectées à travers tout l'empire permit plusieurs acclimatations promises à un grand avenir : implantation du caoutchouc en Malaisie, du quinquina d'Amérique latine en Inde, ou du café au Sri Lanka. Ainsi, « non content d'incarner la puissance britannique en métropole, Kew contribua, dans les colonies, à l'étendre par l'instauration de nouvelles cultures ou de nouvelles pratiques agricoles ».

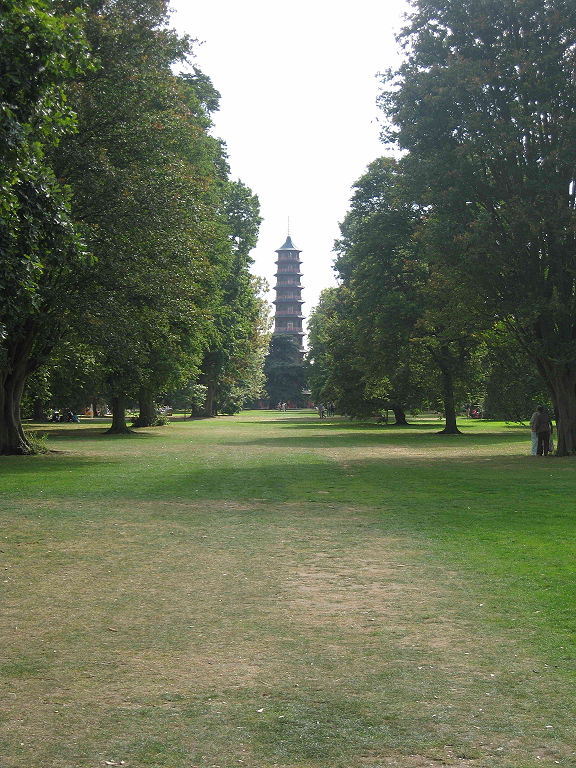
La Pagoda Vista

Le peintre et paysagiste William Andrews Nesfield (1793-1881) y organisa trois grands panoramas. Dans un modèle de « patte d'oie » rayonnant à partir de la Palm House, Pagoda Vista était une promenade gazonnée d'environ 850 m de long. Syon Vista était une autre promenade, large, en gravier s'étendant sur 1 200 m vers la Tamise. La troisième promenade, courte, vue en éventail depuis le coin nord-ouest de la Palm House, se concentre sur un seul cèdre du Liban du XVIIIe siècle vers le palais. L'idée de Nesfield de pouvoir à la fois voir et marcher jusqu'à la pagode le long de la ligne centrale de Kew Gardens était, en fait, un retour au paysage du début du siècle.

### Les jardins de Kew aujourd'hui
Les jardins de Kew possèdent un des plus grands herbiers du monde. Ils participent, avec l'herbier de l'université Harvard et l'herbier national australien, à la base de données International Plant Names Index, fournissant une nomenclature vérifiée sur les végétaux. On trouve également aux jardins de Kew une bibliothèque comprenant plus de 750 000 volumes (livres, périodiques, photos, cartes, etc.) et 175 000 dessins et gravures.
Les jardins botaniques royaux de Kew ont initié en 2000 le Millennium Seed Bank Project, devenu depuis le Millennium Seed Bank Partnership, qui vise à protéger et conserver les graines du plus grand nombre de plantes possibles sur Terre et notamment celles en danger d'extinction. Malgré des conditions défavorables (pollution atmosphérique en provenance de Londres, sols secs, faibles précipitations), les Kew Gardens sont toujours la plus importante collection de plantes du Royaume-Uni. Avec l'objectif de développer ses plantations dans des zones plus favorables, les jardins botaniques royaux de Kew ont fondé deux autres établissements, l'un dans le Sussex (Wakehurst Place Garden (en)), l'autre dans le Kent (Bedgebury National Pinetum). Ce dernier est dirigé conjointement avec la Forestry Commission et spécialisé dans la culture des conifères.
En 2008, les jardins de Kew employaient 700 personnes (dont 650 postes scientifiques) pour un revenu de 56 millions de livres sterling, et ont reçu environ deux millions de visiteurs. L'institution des jardins botaniques royaux de Kew, quant à elle, employait environ 750 personnes au total en 2014 sur tous ses sites.
La sécurité des jardins est assurée par son propre service de police : Kew Constabulary (en).

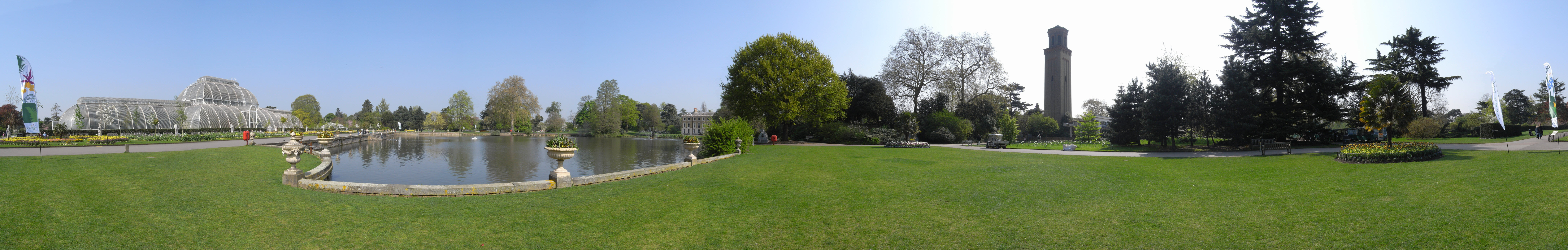
Palm House et lac vers Victoria Gate

## Les collections

### Les serres

#### Palm House

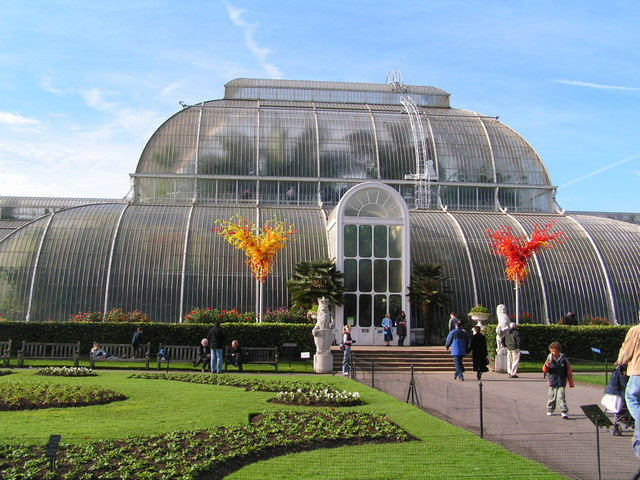
Entrée de Palm House

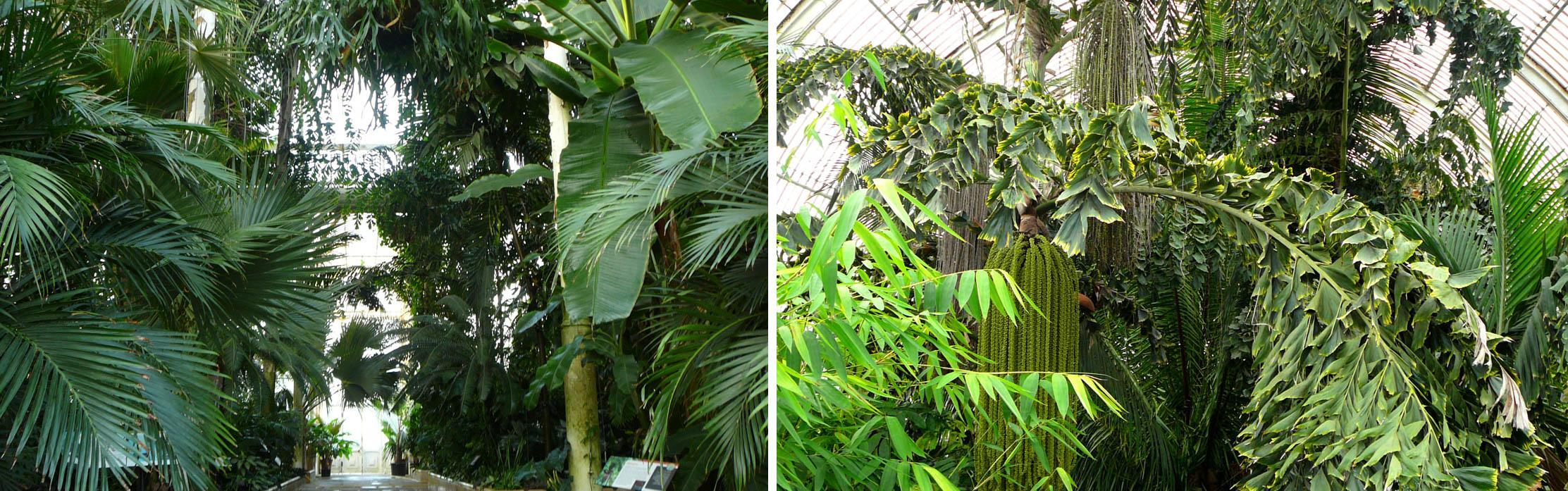
Vues de l'intérieur de Palm House, au sol et sur les passerelles.

Sans être la plus grande, Palm House (serre des palmiers) est certainement la construction la plus connue des jardins. Elle abrite une collection de palmiers et une grande variété d'arbres tropicaux du monde entier et des plantes vivaces.
Les plans de l'architecte Decimus Burton et surtout de l'ingénieur Richard Turner, entre 1844 et 1848, ont livré pour la première fois un tel bâtiment, utilisant une très grande quantité de fer forgé. Chaque carreau de verre a été fait à la main, pour s'adapter à la forme très particulière de la serre. À l'origine, les serres étaient chauffées par des chaudières au charbon, la fumée étant évacuée à 150 m de là par la cheminée d'un campanile de style italien.
Palm House fut restaurée deux fois : en 1955-1956 ; toutes les structures métalliques furent nettoyées et redressées et les chaudières modernisées pour fonctionner à l'essence. Entre 1984 et 1988, la serre fut complètement vidée pour la première fois, pour pouvoir restaurer le système de chauffage et le bâtiment en général. Toutes les plantes furent placées dans d'autres serres et les plus grandes furent coupées pour l'herbier des jardins de Kew.

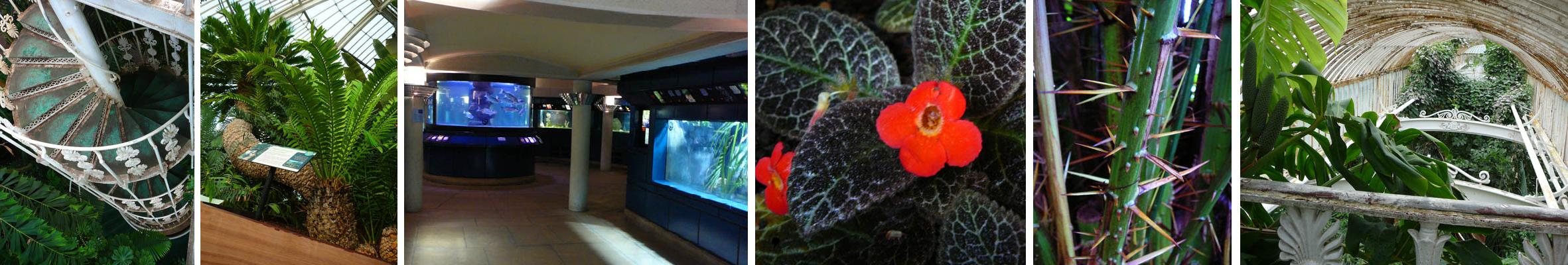
De gauche à droite : les escaliers en colimaçon permettant d'accéder aux passerelles. Ce cycas a été mis en pot quasiment en même temps que le jardin fut créé, il serait donc la plante en pot la plus vieille du monde ; l'ancienne chaufferie sous la serre abrite des aquariums représentant les milieux humides d'eau salée : mangroves, forêts de varech. Fleur d'Episcia. Tige épineuse du Salak. Vue depuis l'une des passerelles.

#### Temperate House

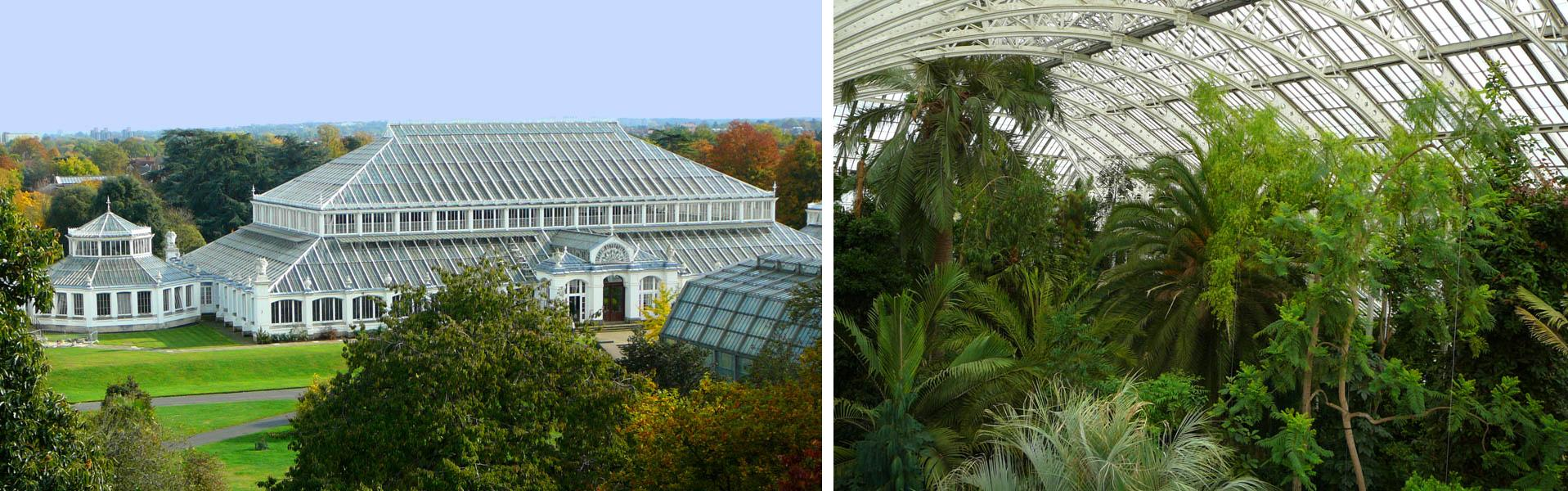
La serre vue depuis Treetop Walk, avec une partie de l'aile Nord - À droite : l'intérieur de la serre principale avec, sur la gauche de l'image, un palmier Jubaea chilensis, plus grande plante d'intérieur du monde, dépassant 16 m

Temperate House est une serre dédiée aux plantes de climat subtropical humide et méditerranéen, deux fois plus grande que Palm House, ce qui en fait la plus grande serre victorienne encore existante au monde. Devant l'immense quantité de plantes venant des quatre coins du monde, Palm House ne suffisait plus. En 1859, les travaux commencèrent sous les ordres de Decimus Burton. La serre fut officiellement ouverte en 1863, bien que seulement en partie terminée en raison de coûts de travaux plus élevés que prévu. Elle ne fut complétée que quatre décennies plus tard en 1899.
Entre 1972 et 1975, de lourdes restaurations furent entreprises pour réparer les structures métalliques, très endommagées. Deux ailes se déploient autour de la serre centrale qui concentre les plus grands arbres. L'aile Nord correspond aux plantes d'Australie, de Nouvelle-Zélande, d'Asie et du Pacifique. L'aile Sud présente les plantes africaines.

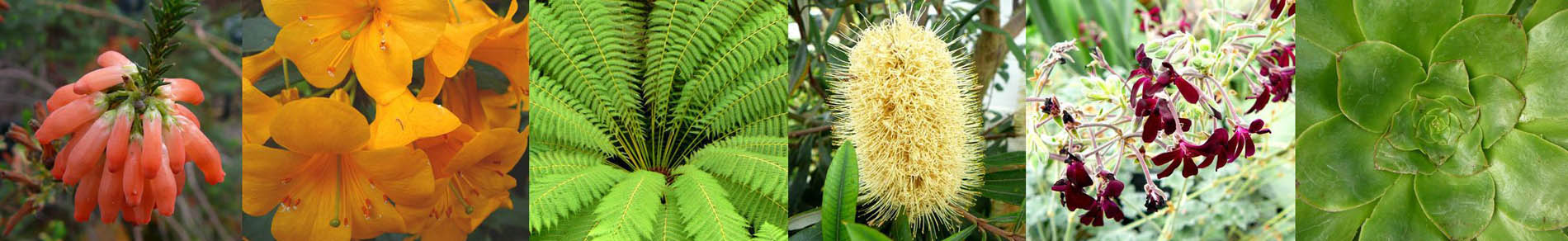
Une sélection de plantes de la serre : Erica (Afrique du Sud), Rhododendron (Indonésie), Fougère arborescente (Nouvelle-Zélande), Banksia (Australie), Pélargonium (Afrique du Sud), Aeonium (Madère)

#### Evolution House
La serre fut offerte par le gouvernement australien en 1952 pour commémorer la visite du directeur de Kew Gardens, Edward Salisbury, en Australie en 1949. Elle avait été créée initialement pour abriter une collection des plantes des antipodes mais finalement en 1994, elle fut convertie pour présenter une exposition interactive sur l'évolution des végétaux depuis les premières algues unicellulaires jusqu'à aujourd'hui.

#### Princess of Wales Conservatory

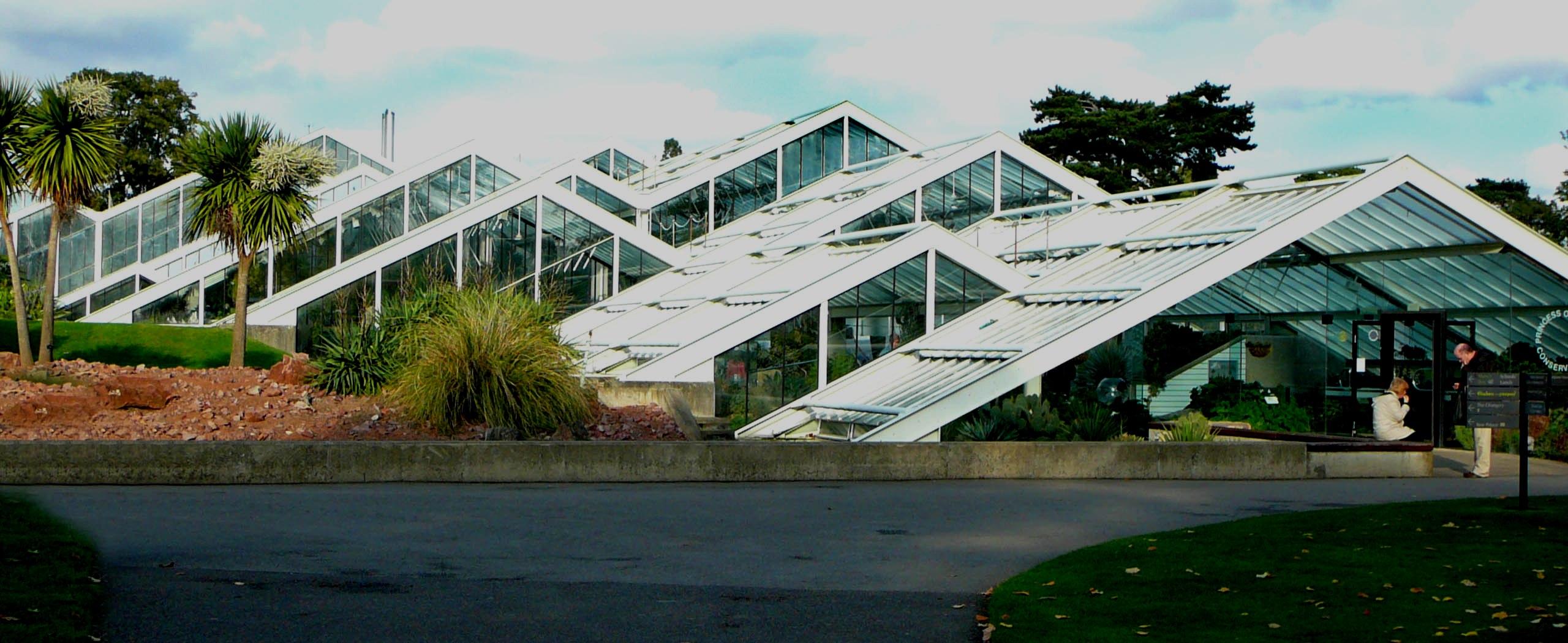
Princess of Wales Conservatory

La serre fut nommée en l'honneur d'Augusta, Princesse de Galles, qui fonda les jardins. Elle fut ouverte par Diana, Princesse de Galles, en juillet 1987. C'est la serre la plus complexe des jardins de Kew. Elle est en effet compartimentée en dix sections aux climats bien différents, le tout contrôlé par ordinateur. Les deux zones bioclimatiques les plus importantes sont les "Dry Tropics" (Désert) et les "Wet Tropics" (Forêt tropicale), complétées par des sections plus petites : plantes carnivores, orchidées, fougères, etc. Un grand nombre de roches a été nécessaire pour créer du relief et donner un aspect paysager aux plantations.

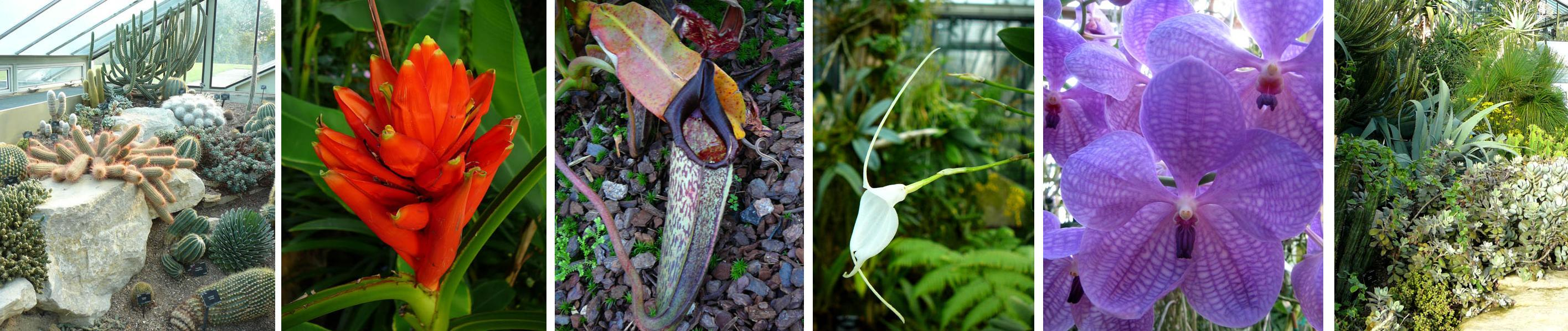
Désert : Cactus et agaves ; tropical humide : Musa coccinea ; plantes carnivores : Nepenthes ; Orchidées froides : Masdevallia ; Orchidées chaudes : Vanda hybride ; désert : Aloès, euphorbes, crassula.

#### Alpine house

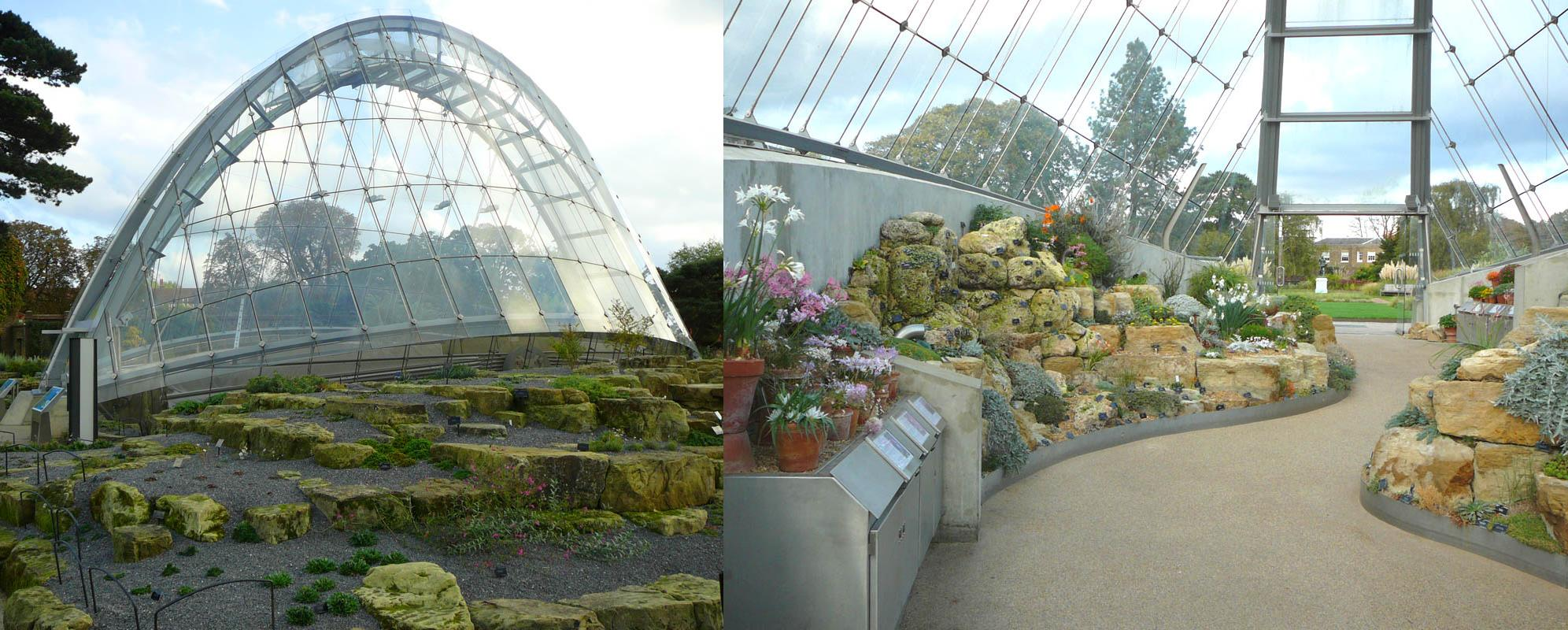
Alpine House

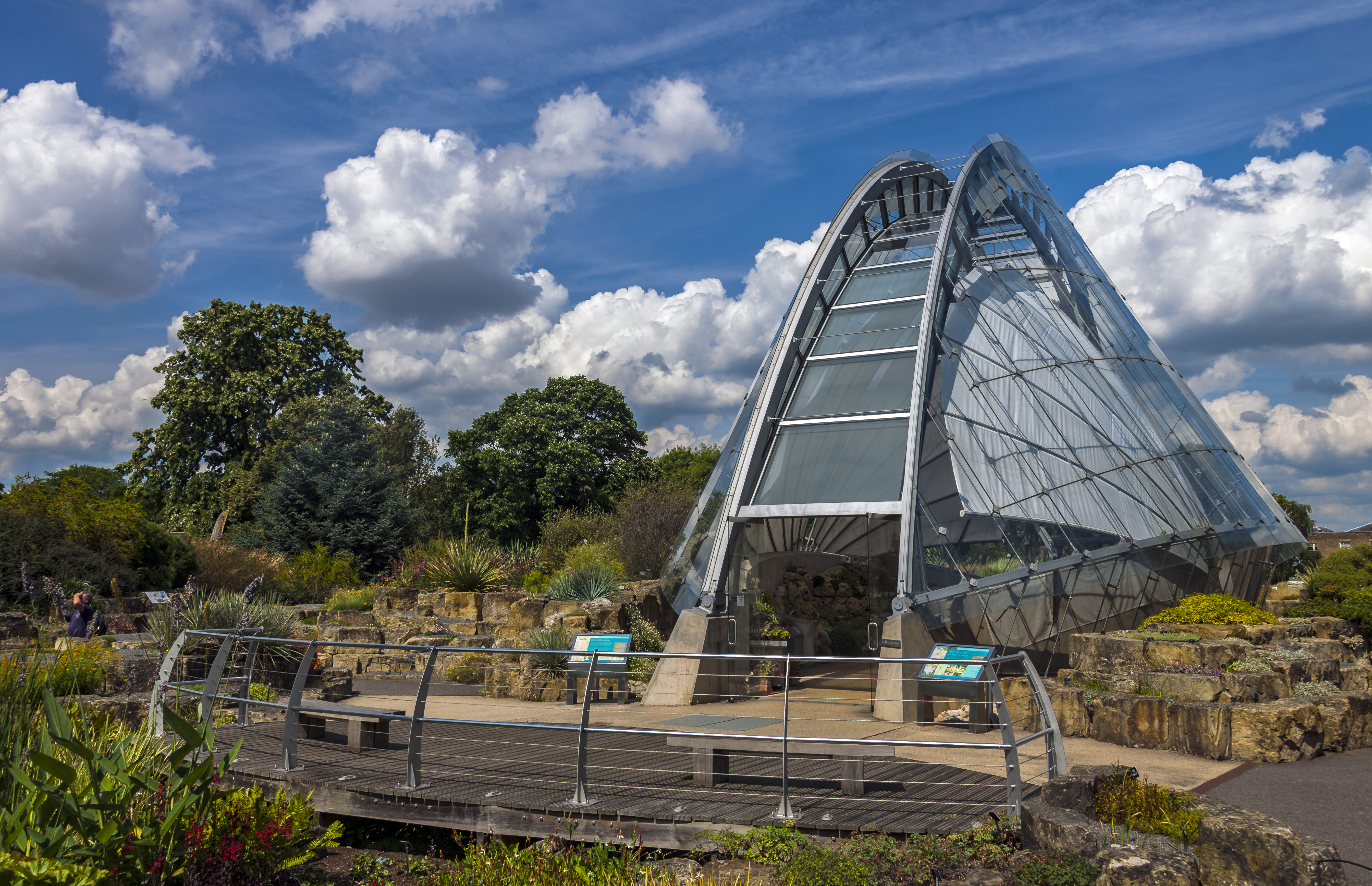
Maison alpine des jardins botaniques royaux de Kew. Aout 2014.

De création récente et futuriste, la Davies Alpine House est en fait la troisième serre ayant cette fonction depuis 1887. Elle a été particulièrement bien étudiée dans le but de permettre une exposition maximum sans pour autant surchauffer, créant ainsi le même climat que dans les prairies de hautes montagnes.
Un système de canalisations enterrées permet à l'air de se rafraîchir en profondeur et de resurgir dans la serre, garantissant toujours une température relativement fraîche toute l'année.

#### Waterlily House
Waterlily House est la serre la plus chaude et la plus humide des jardins de Kew. Elle contient un grand bassin avec des variétés de nénuphars géants dont la Victoria cruziana. Nepenthes et autres plantes grimpantes profitent également de l'environnement chaud et humide. Cette serre est fermée durant les mois d'hiver.

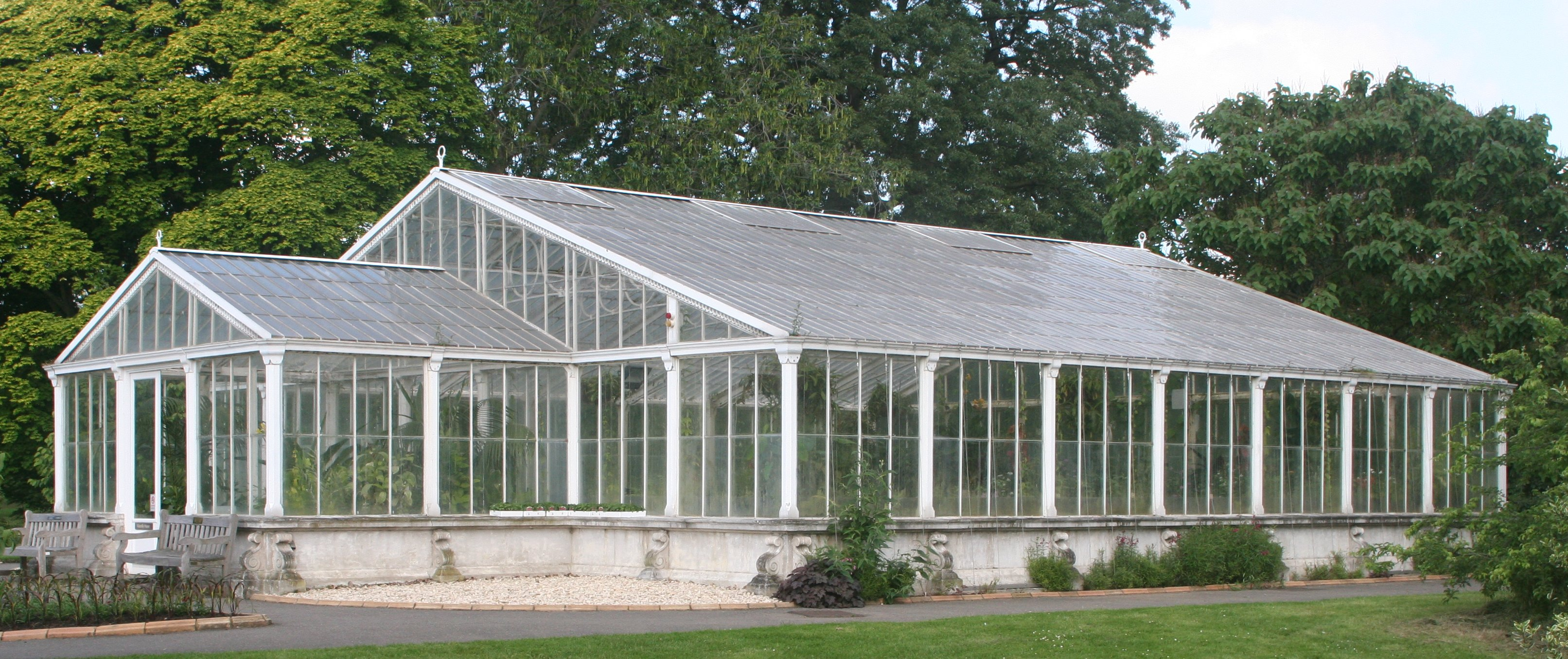
Vue extérieur de la serre
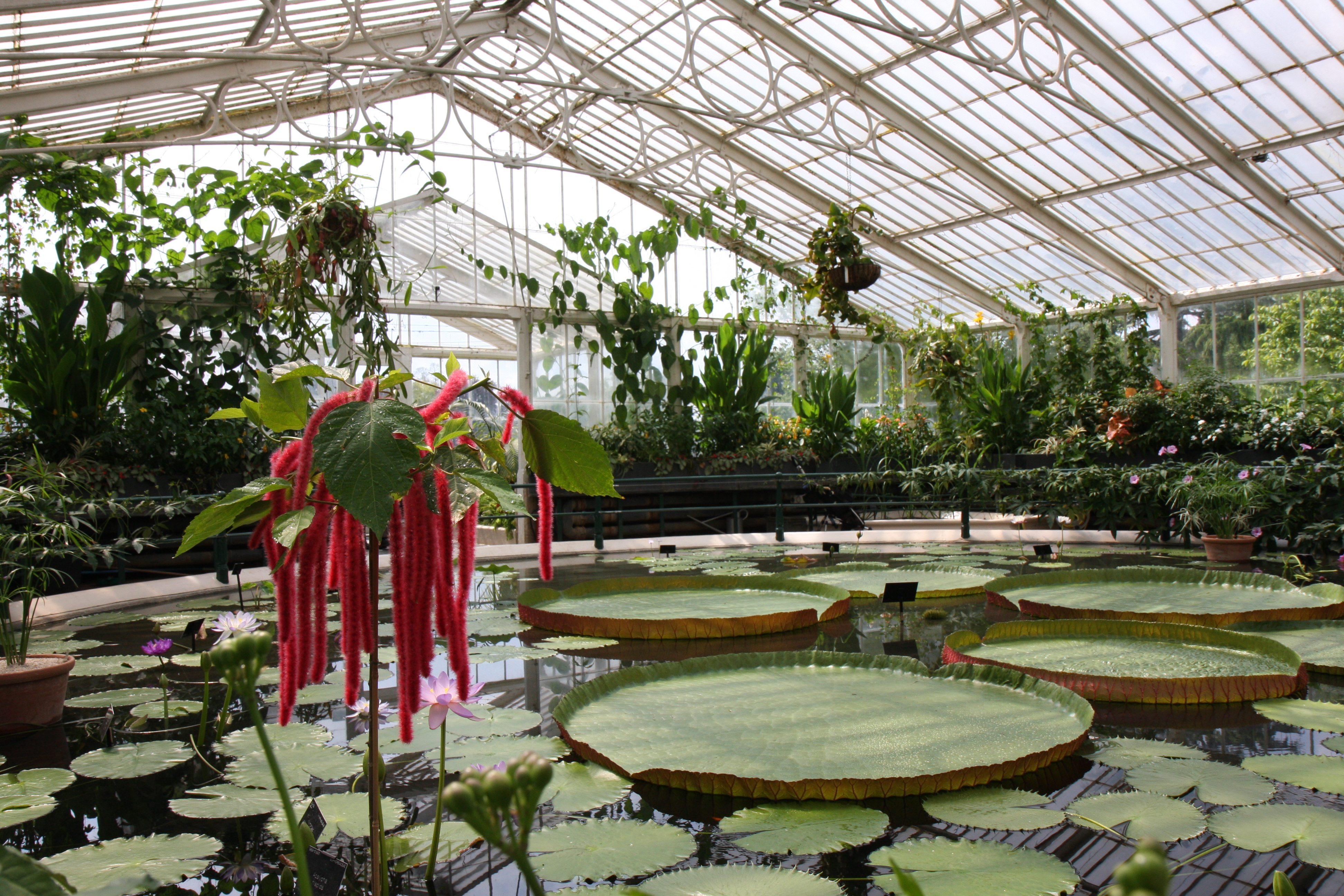
Vue d'ensemble de la serre
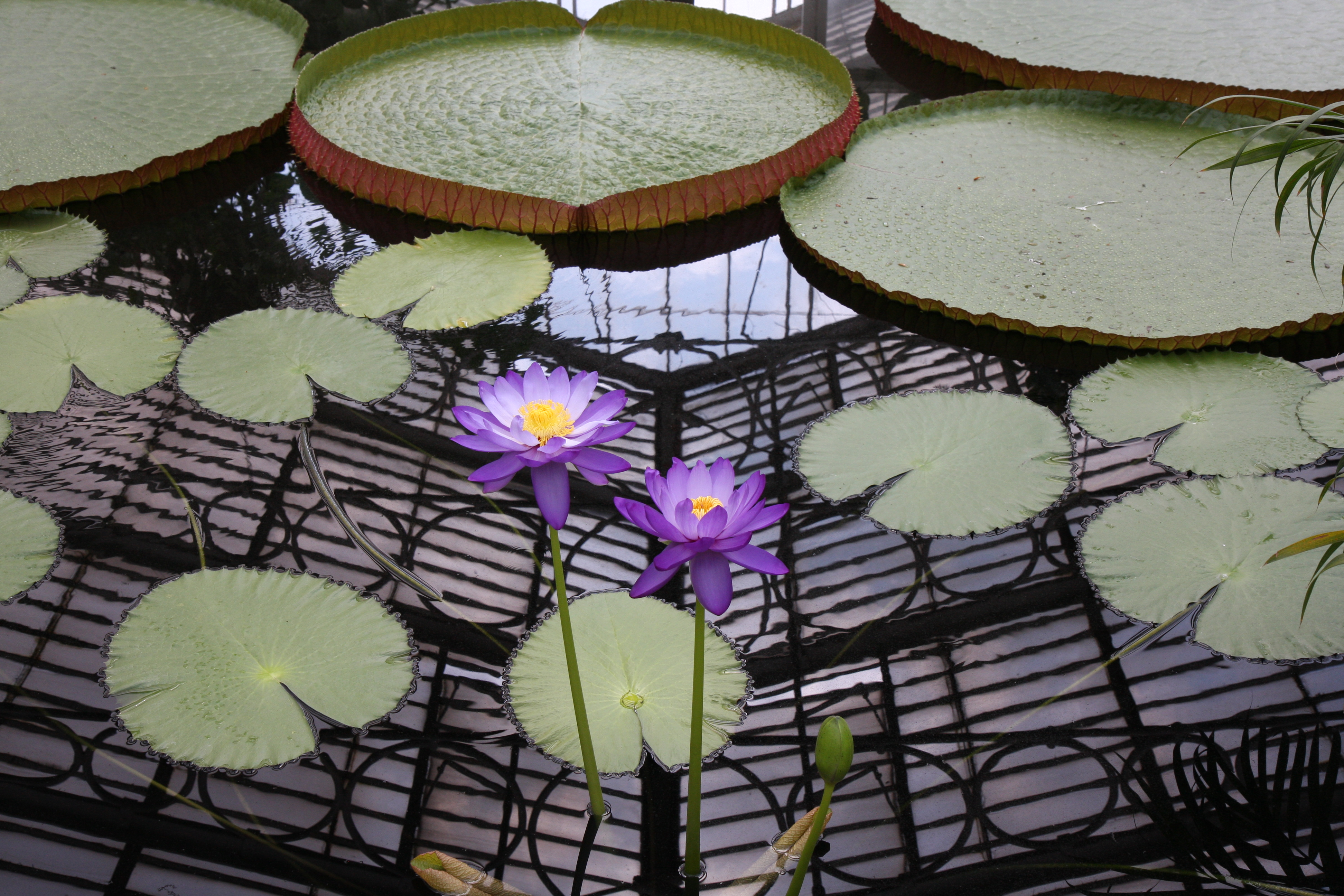
Nénuphars en bassin
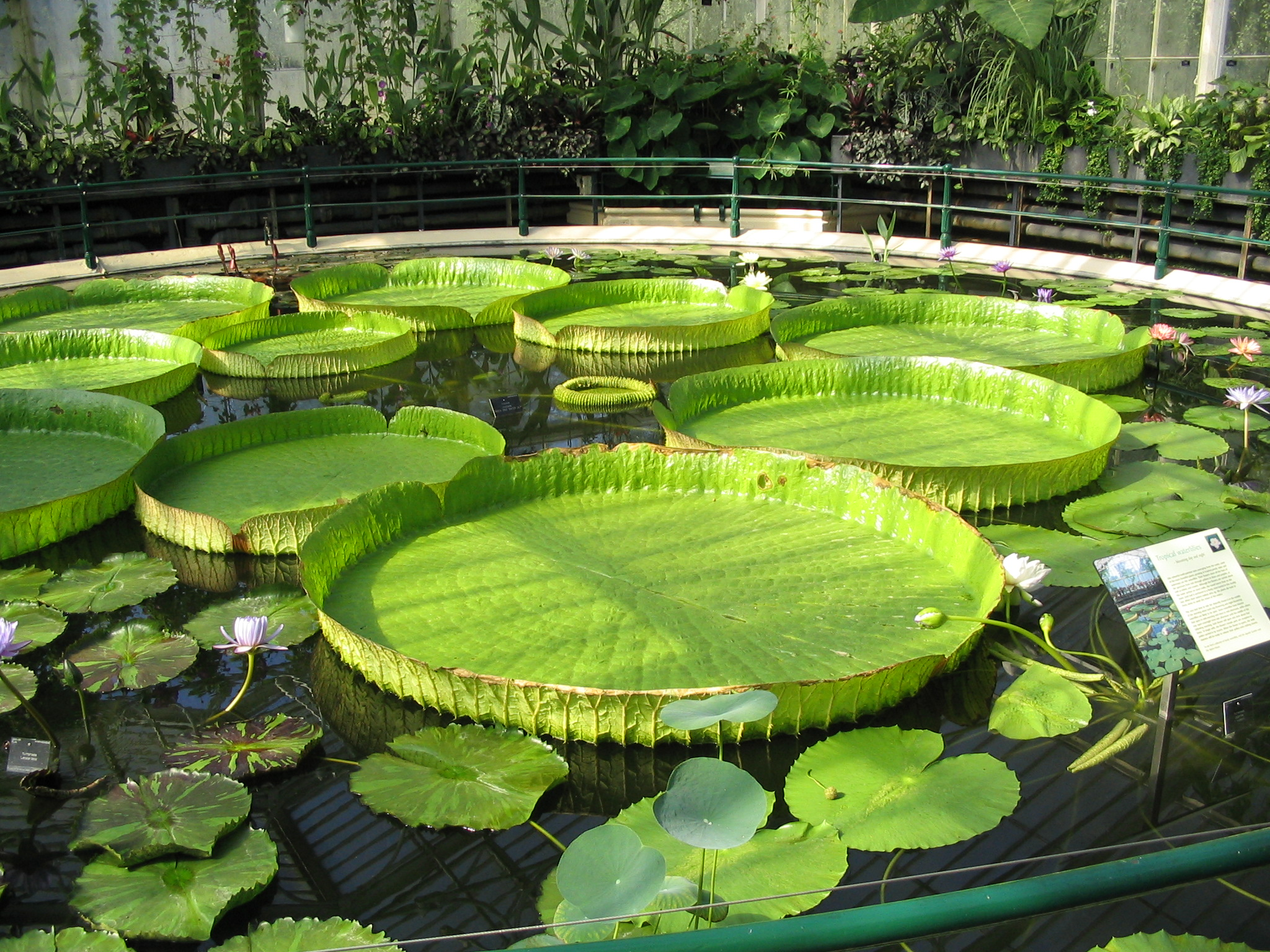
Nénuphars géants Victoria cruziana
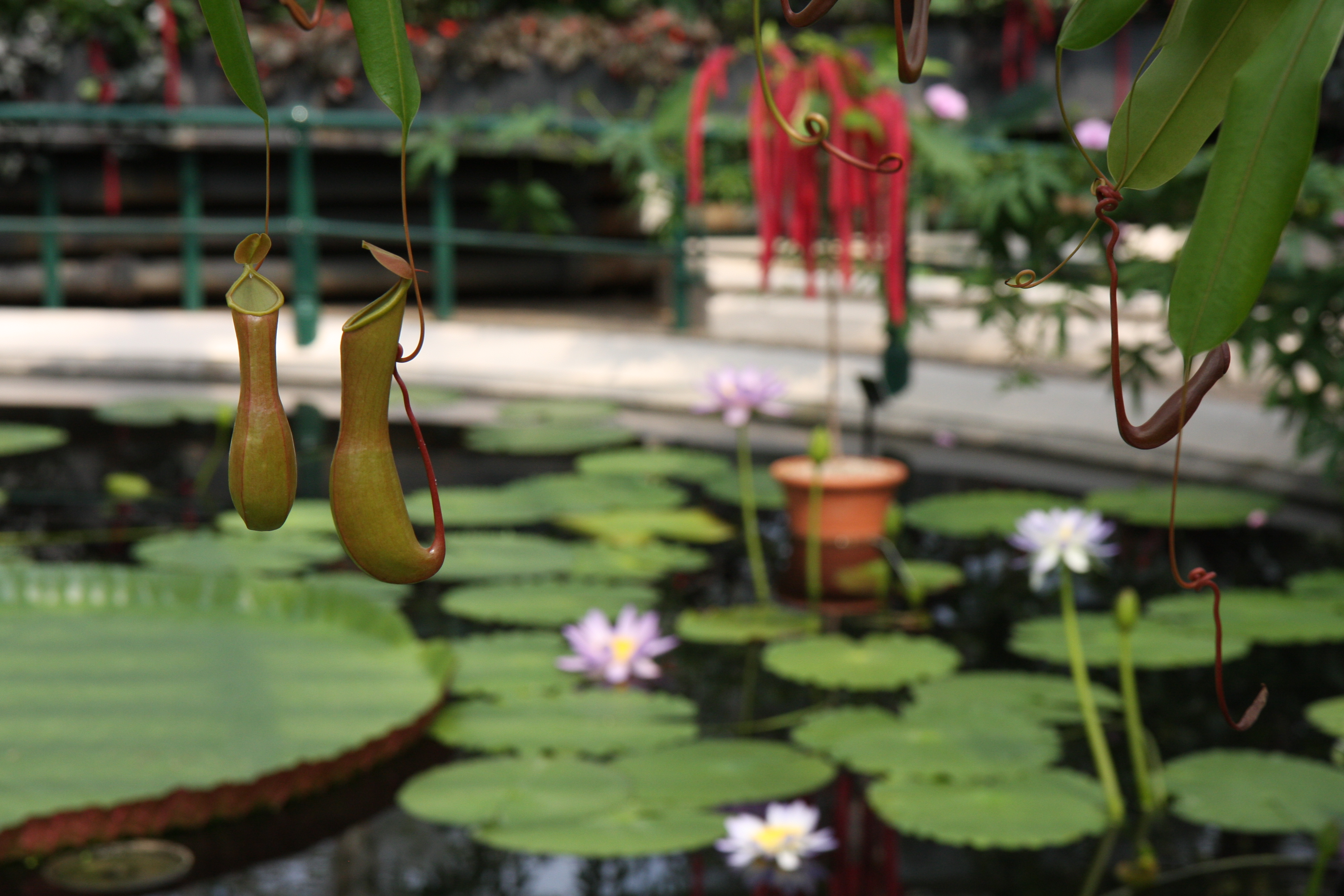
Nepenthes, plante carnivore
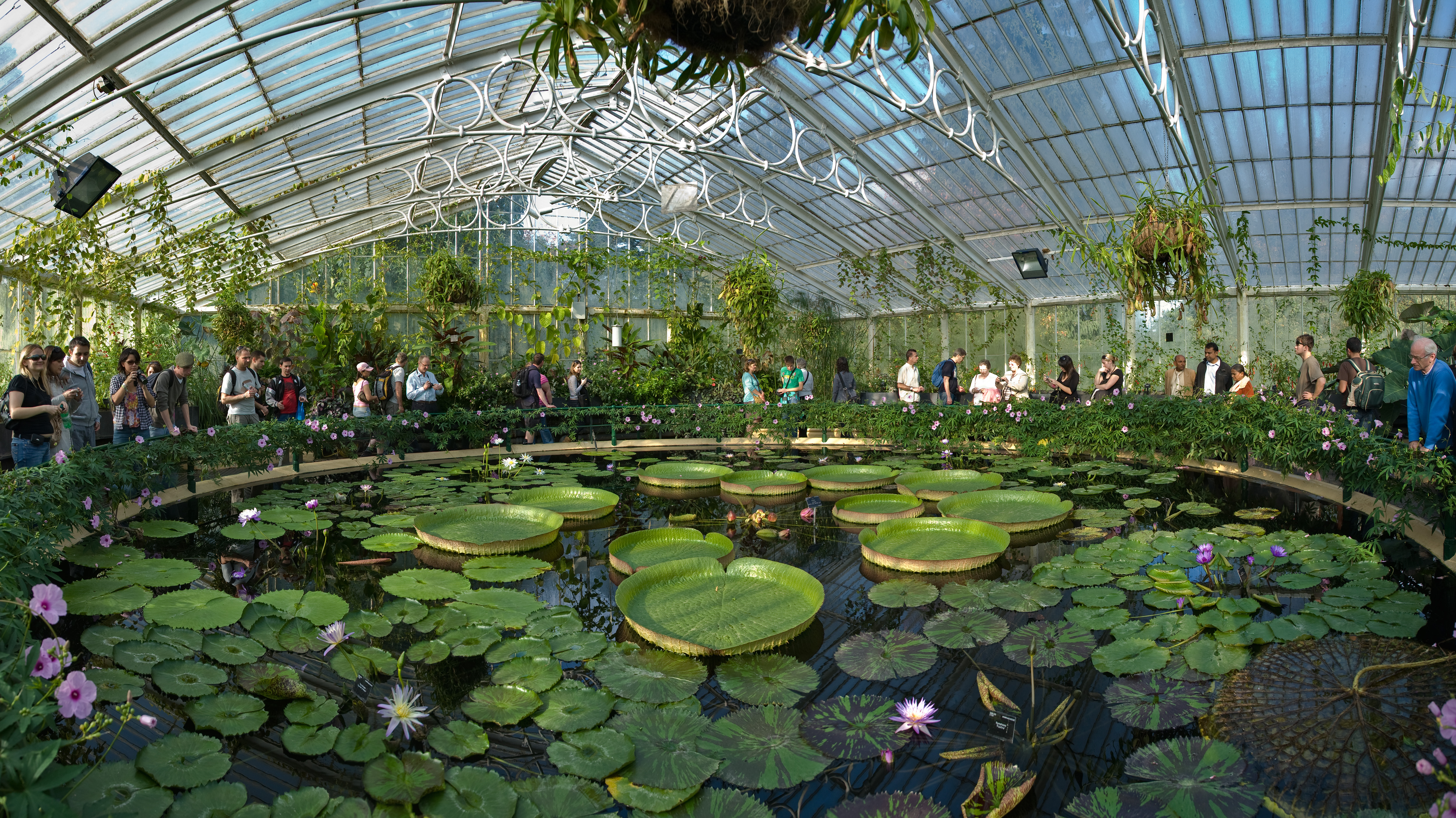
Waterlily House

### Les jardins japonais

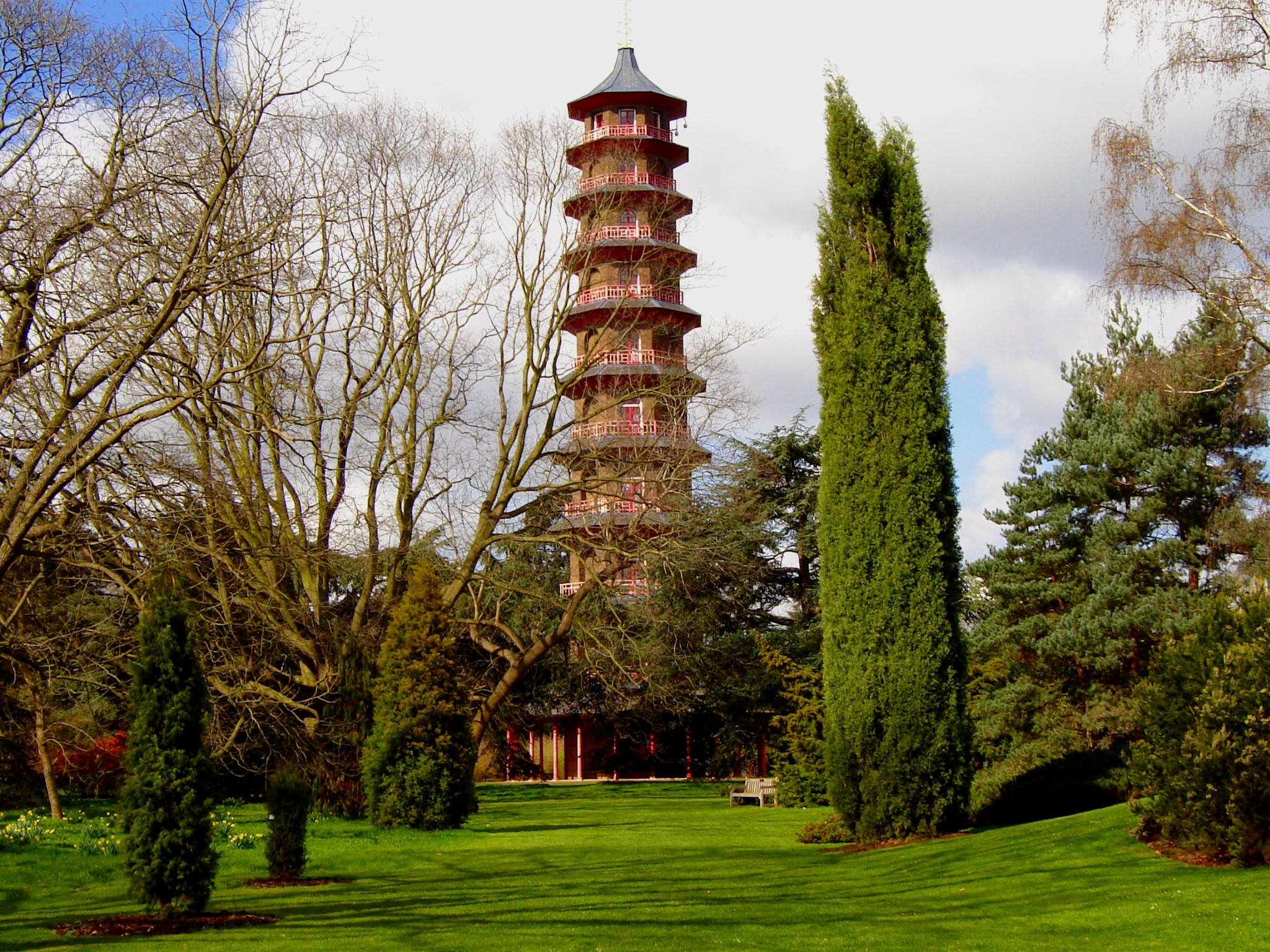
Pagode
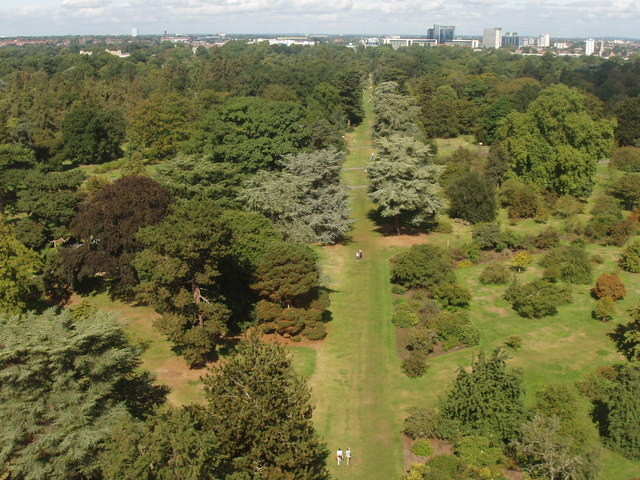
Vue NW de l'allée des cèdres depuis la pagode
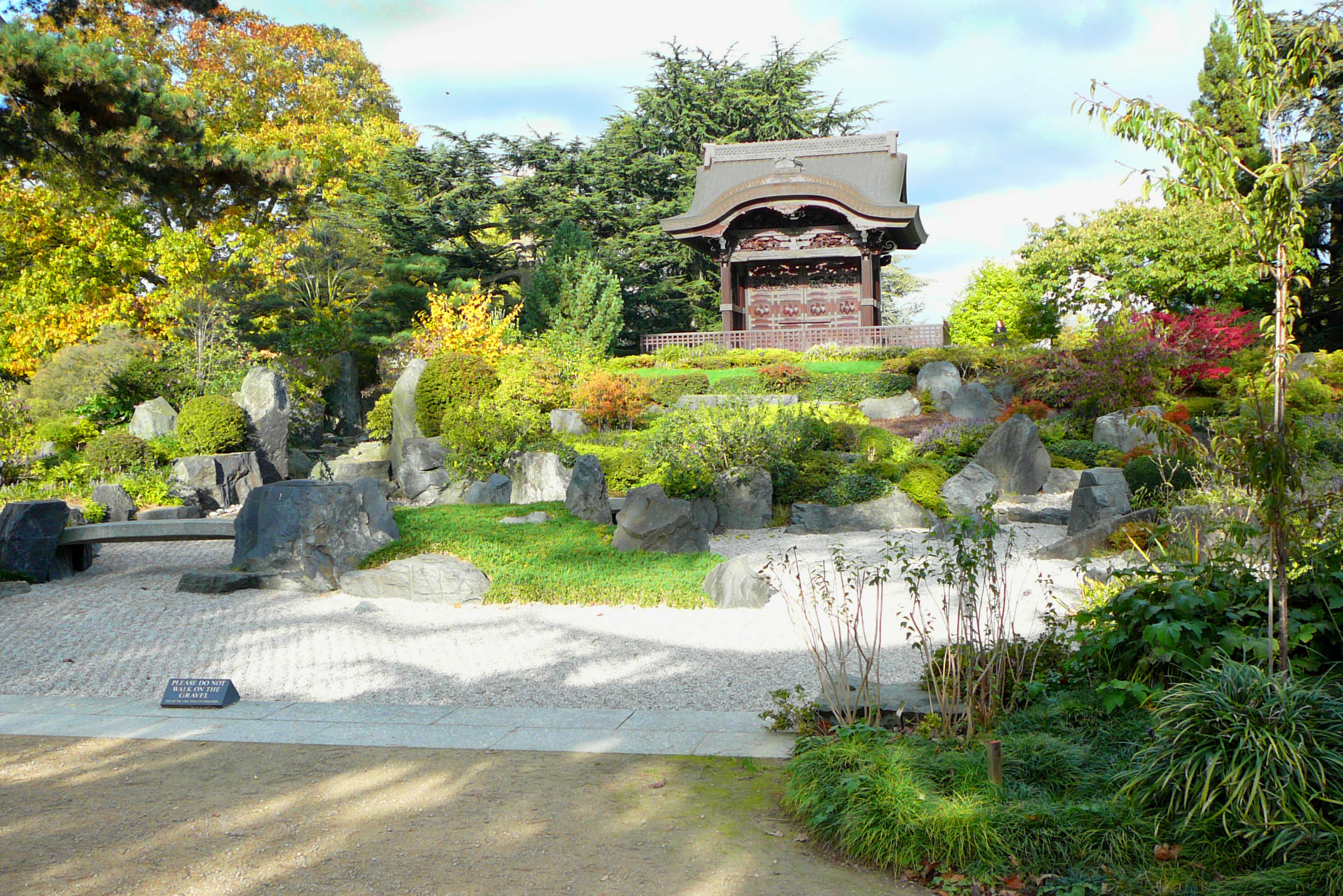
Chokushi-Mon
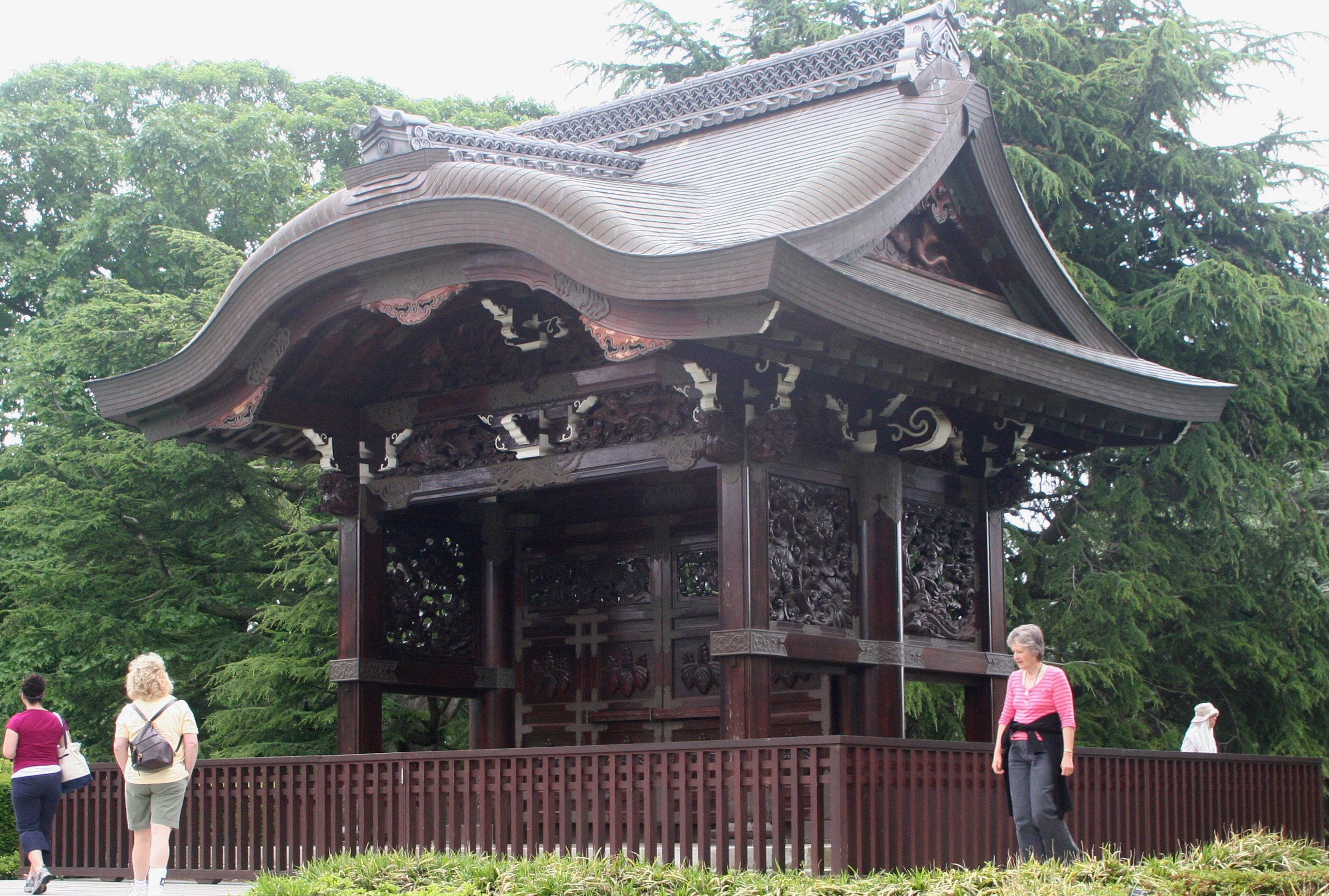
Chokushi-Mon, la porte japonaise (karamon)
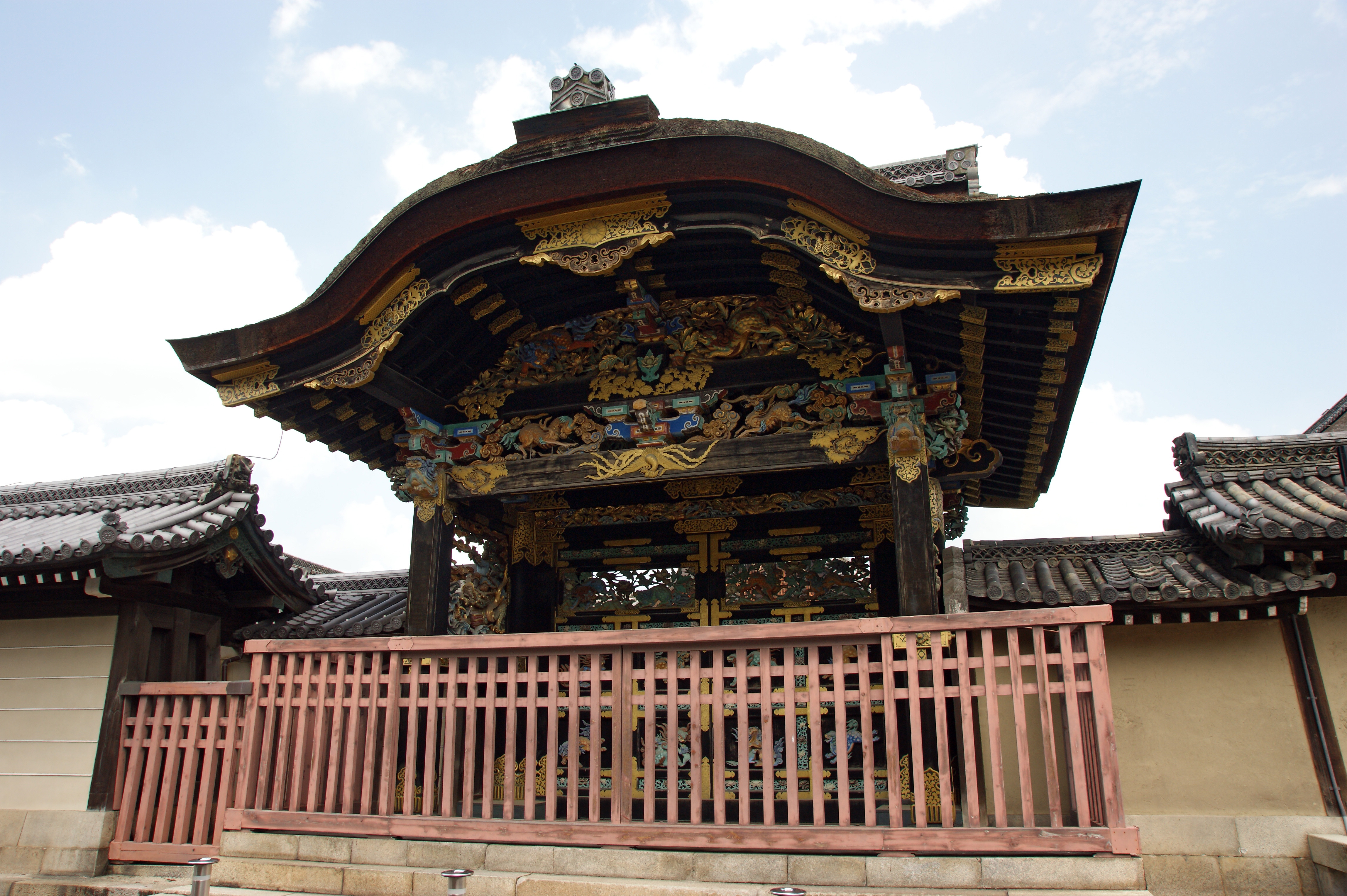
Karamon à Kyoto
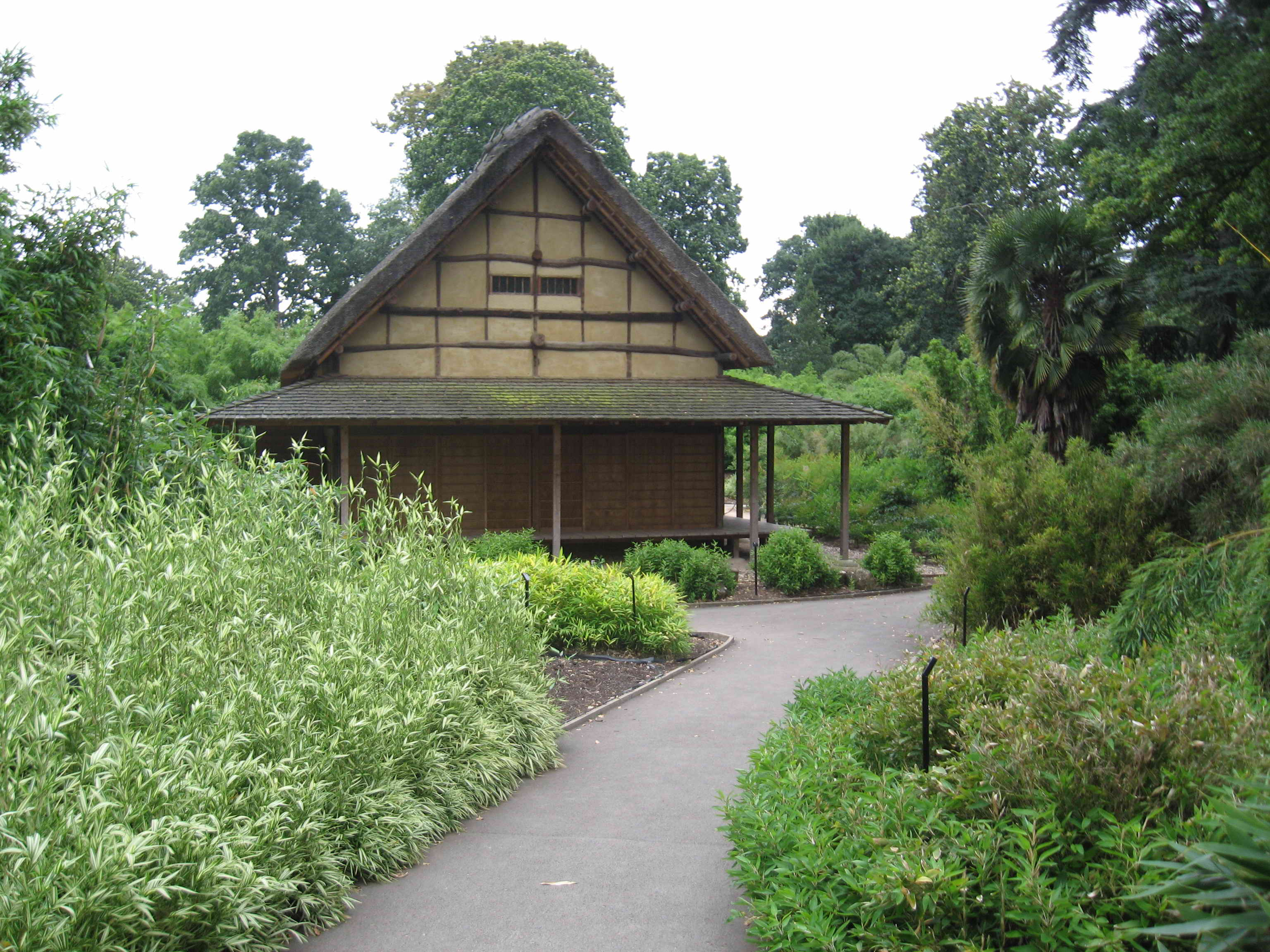
Minka House
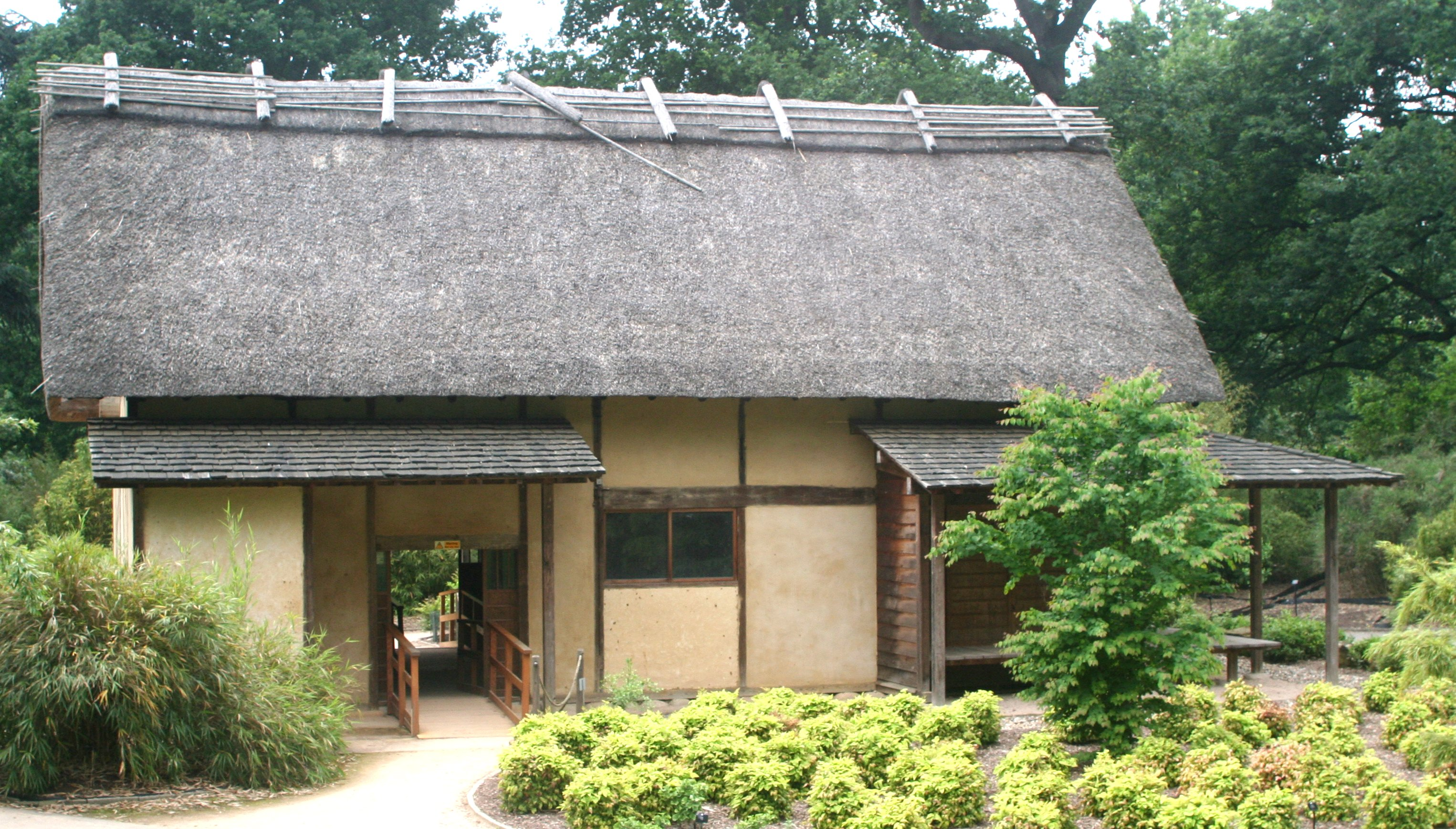
Minka House

#### La pagode
Dans le sud-est des jardins, une pagode a été édifiée en 1762 (15 m de diamètre et 50 m de haut), dessinée par William Chambers en mémoire d'un voyage en Chine dans son adolescence. La structure originale était décorée avec de grandes têtes de dragon en verre, quatre-vingt au total ; elles ont toutes disparu aujourd'hui. Certaines rumeurs affirment que les têtes de dragon étaient en or et auraient été vendues pour payer les dettes du roi George IV.
En 2009, la pagode apparaît sur une pièce britannique décimale de cinquante pence commémorative, marquant le 250e anniversaire des jardins.

#### Chokushi-Mon
Construite pour l'exposition anglo-japonaise de 1910, Chokushi-Mon (敕使門) a été déplacée en 1911 aux jardins botaniques royaux de Kew. C'est l'exacte copie (aux 4/5) du karamon (porte) du temple Nishi Hongan-ji à Kyoto. Elle est construite dans un style Momoyama (ou rococo japonais) et entourée par une reconstitution d'un jardin japonais.
Elle a été restaurée deux fois (en 1936 et en 1957) par le sculpteur sur bois Kumajiro Torii mais en 1988, elle était trop endommagée et le gouvernement japonais a investi pour sa sauvegarde. Elle a rouvert en 1995 et les plaques de cèdre qui recouvraient le toit ont été remplacées par des tuiles en cuivre, plus résistantes.
Chokushi-Mon se situe à 140 m à l'ouest de la pagode et domine un jardin traditionnel japonais.

#### La maison des bonsaïs, Minka House
Le site est installé en 1981.
Après le festival japonais de 2001, les jardins royaux de Kew acquièrent la maison Minka (Machiya), une maison de bois du début du XXe siècle de la banlieue d'Okazaki. Une cérémonie japonaise plaça la maison sous de bons auspices en mai 2001 et les dernières installations se firent en 2006. Minka House est installée dans la collection de bambous dans la partie occidentale des jardins.

### L'Orangerie
L'Orangerie (orangery) a été dessinée par Sir William Chambers et complétée en 1761 (28 m × 10 m). Après bien des changements de destination, elle est actuellement[Quand ?] occupée par un salon de thé.

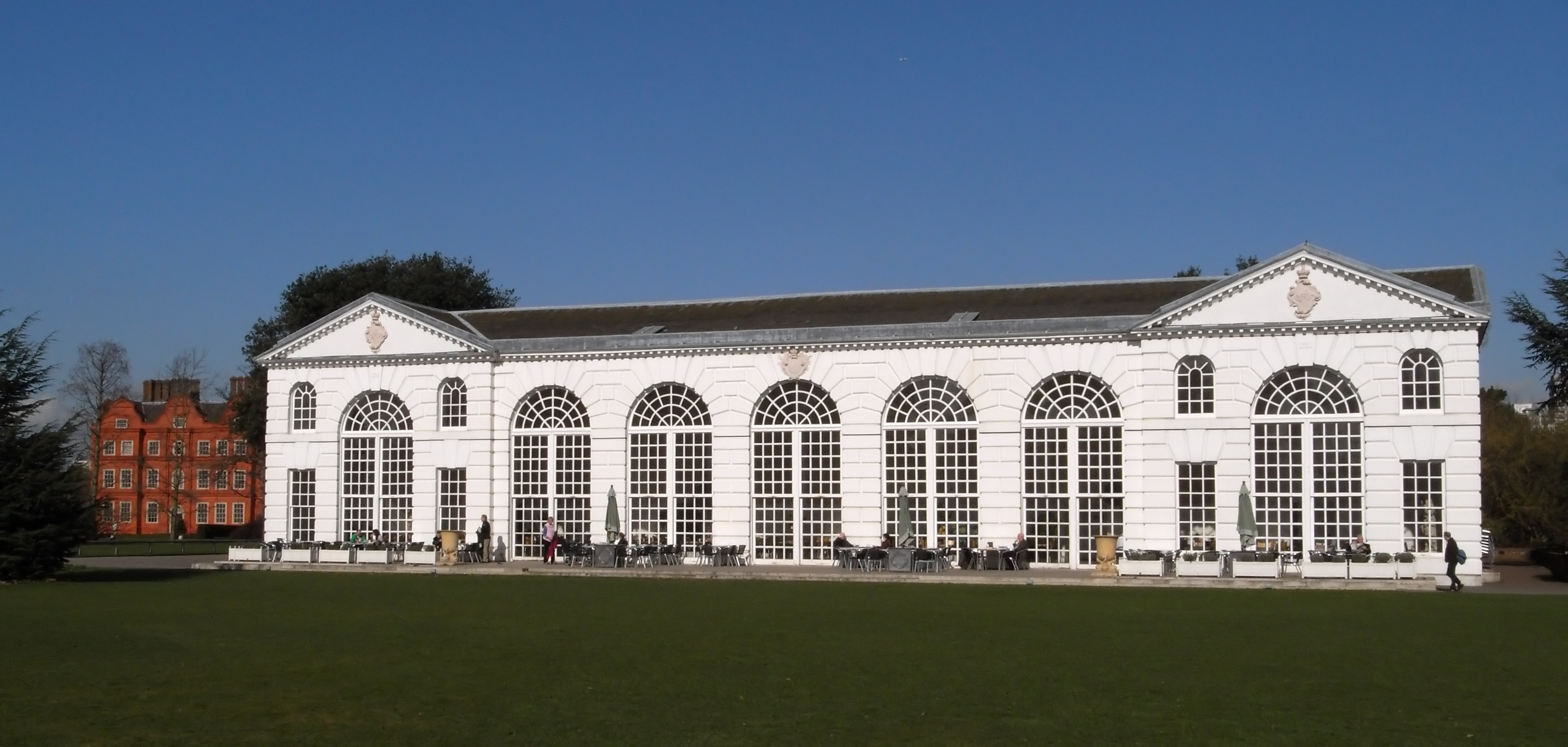
L'Orangerie
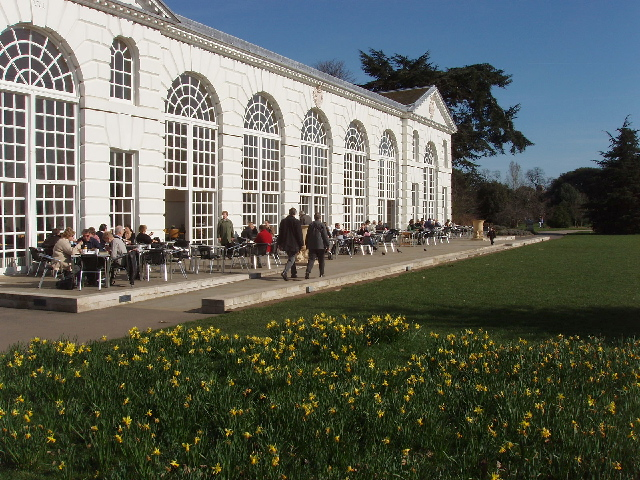
Salon de thé de l'Orangerie

### Le cottage Queen Charlotte

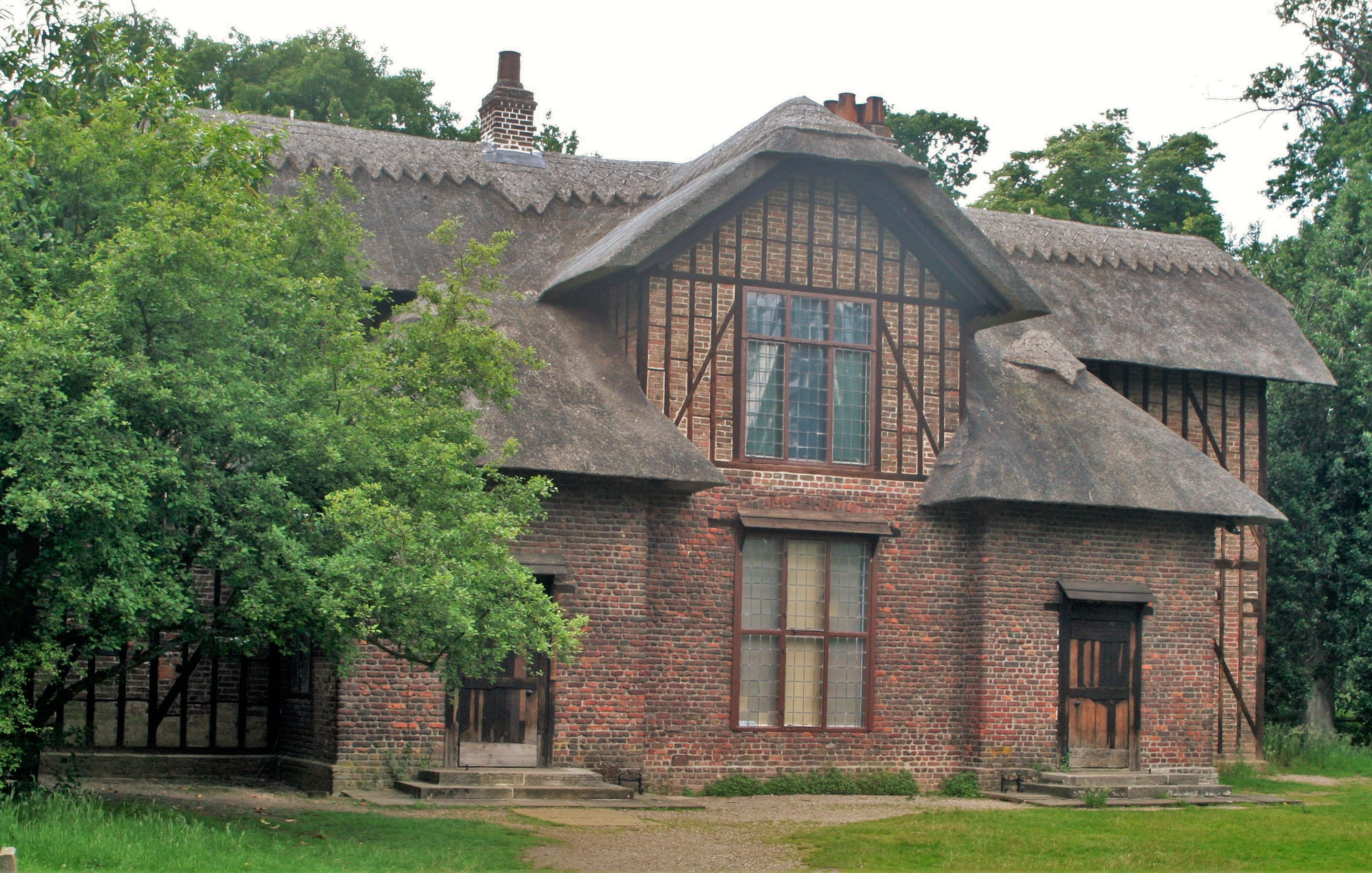
Queen Charlotte's Cottage

### Marianne North Gallery of Botanic Art
En 1882, le public britannique friand des paysages et des merveilles naturelles de l'Empire, découvre les 832 peintures de Marianne North. À une époque où il était rare qu'une femme parcoure le monde, Marianne North, par mer, à cheval et à pied, pendant seize années, a peint des paysages et des espèces botaniques remarquables.
Miss North a souhaité un plan de temple grec élaboré par l'architecte James Fergusson. Elle a elle-même organisé cette galerie et peint les frises et décorations des montants des portes. 246 types de bois collectés lors de ses voyages y sont présentés au bas des murs.
Les œuvres concernant les Seychelles, son avant-dernier voyage en 1883, représentent la part régionale la plus importante avec 45 sujets dont le célèbre coco-de-mer. Charles Darwin fut sans doute à l'origine de son désir de visiter l'Australie. Marianne North a été aussi une prolifique épistolière.
La galerie est située au sud de Victoria gate face à la serre tempérée et est ouverte toute l'année. Une restauration de la galerie et des peintures a été menée en 2008-09, période pendant laquelle la galerie est restée fermée.

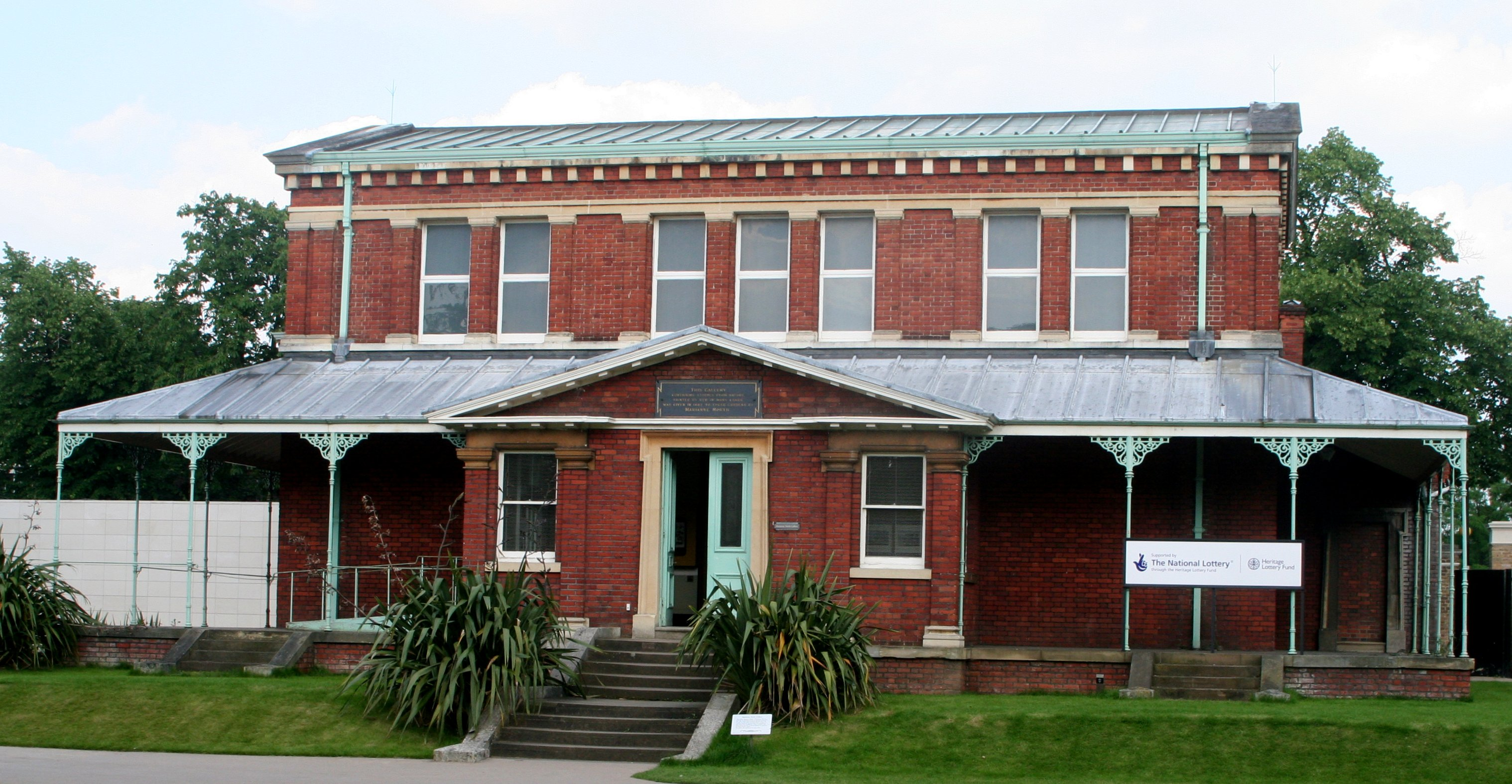
Galerie Marianne North d'Art Botanique
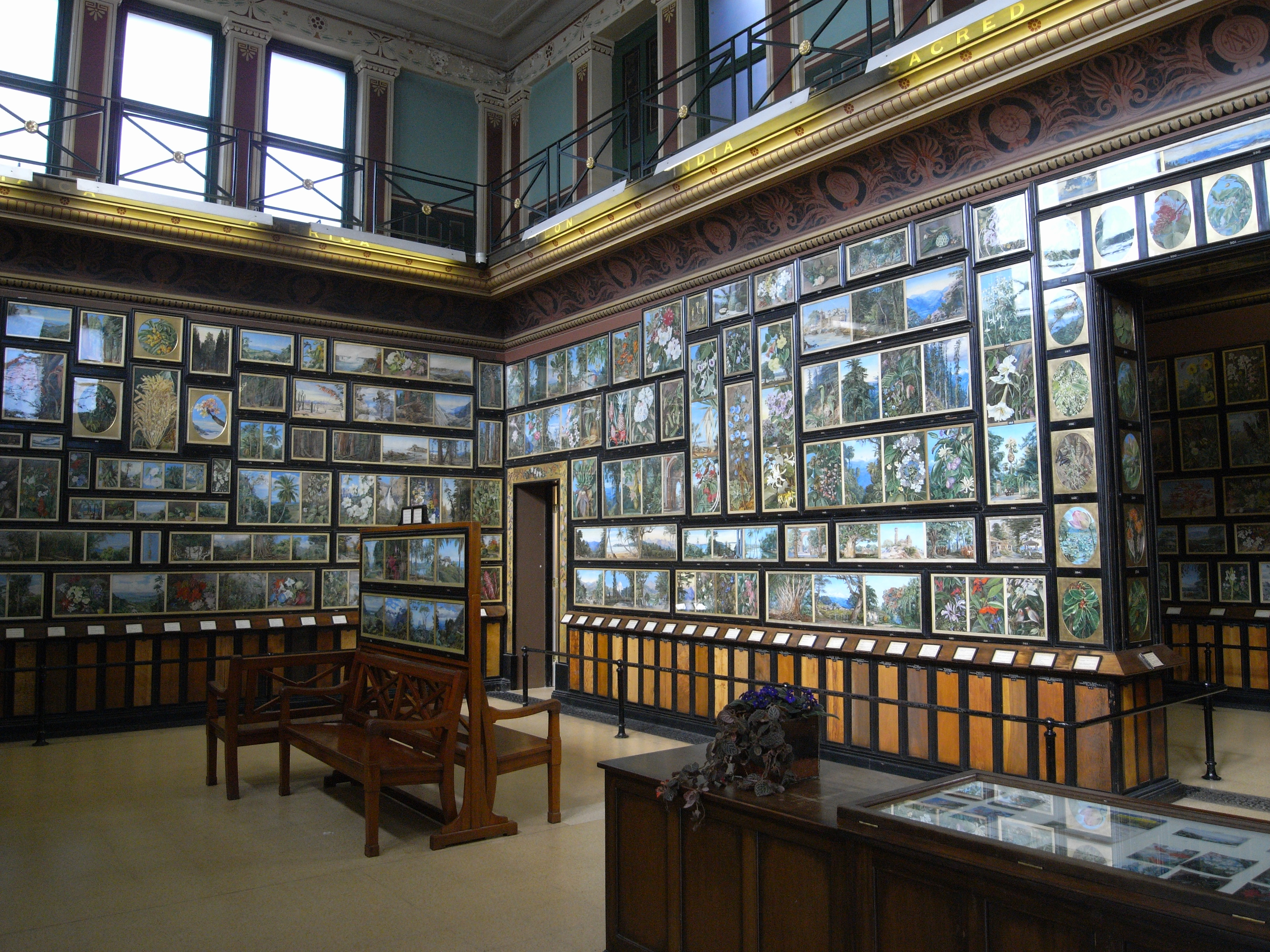
Intérieur de la galerie Marianne North

### L'Arboretum

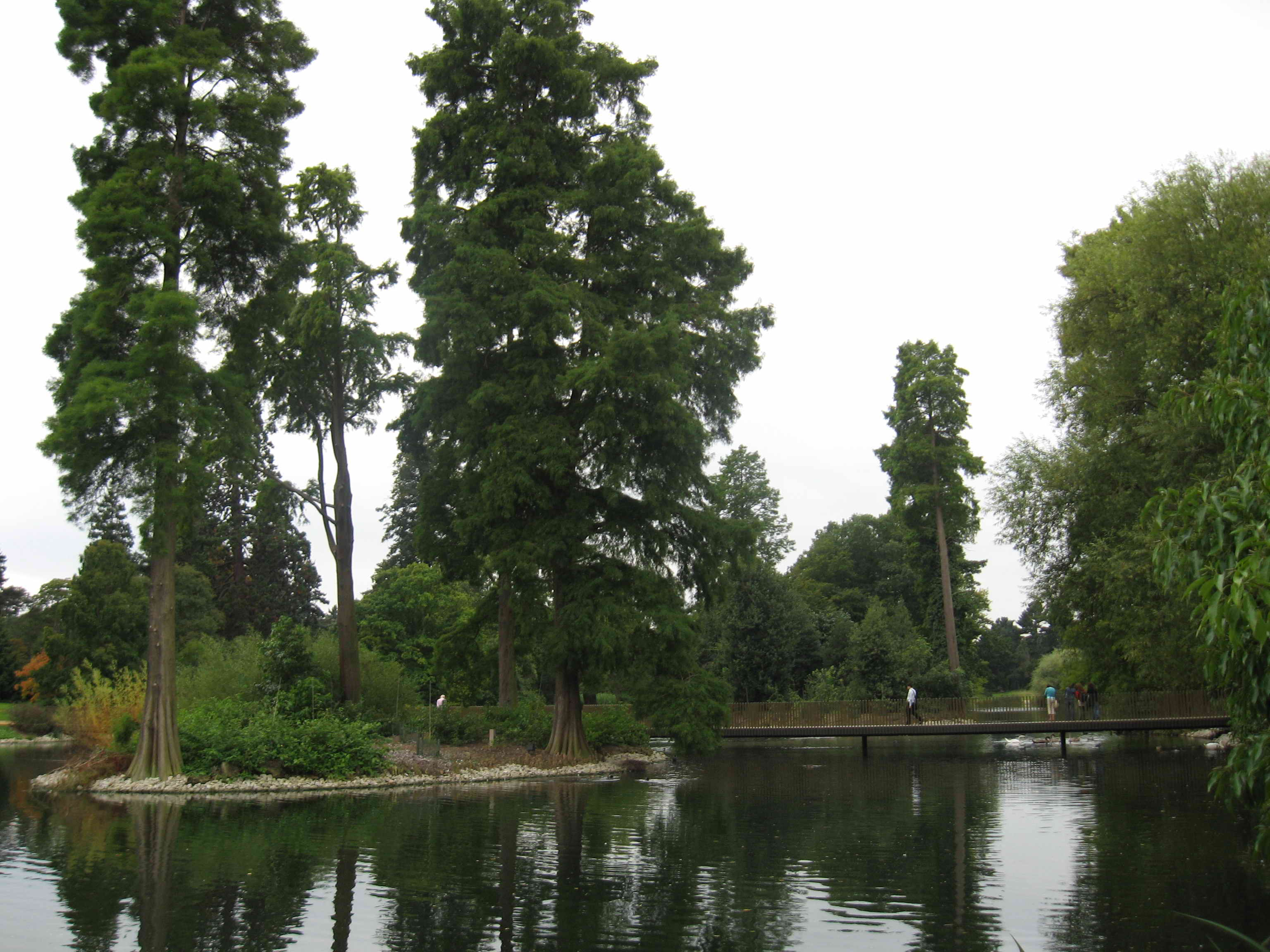
Le lac de Kew et le pont Sackler
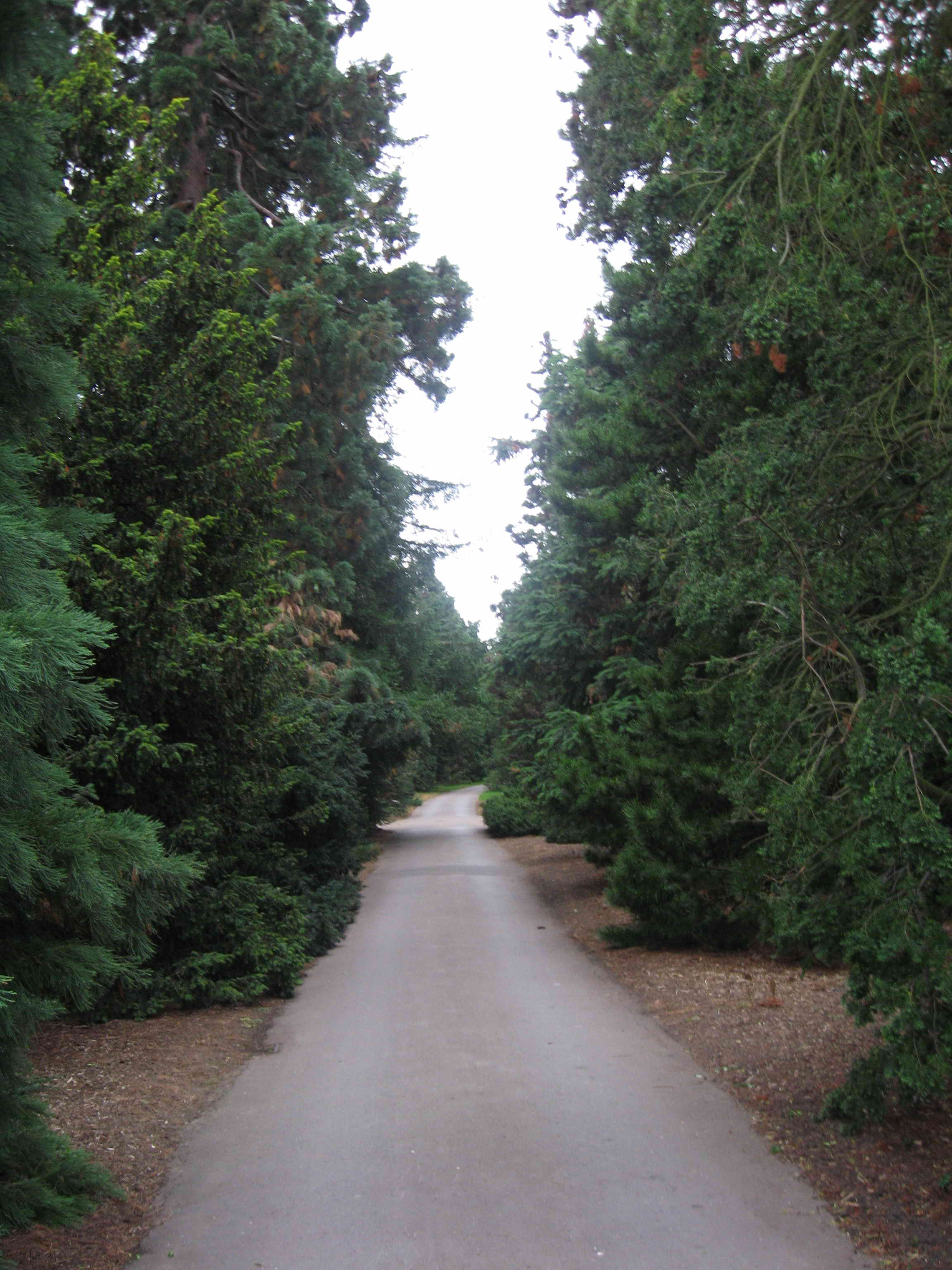
Arboretum
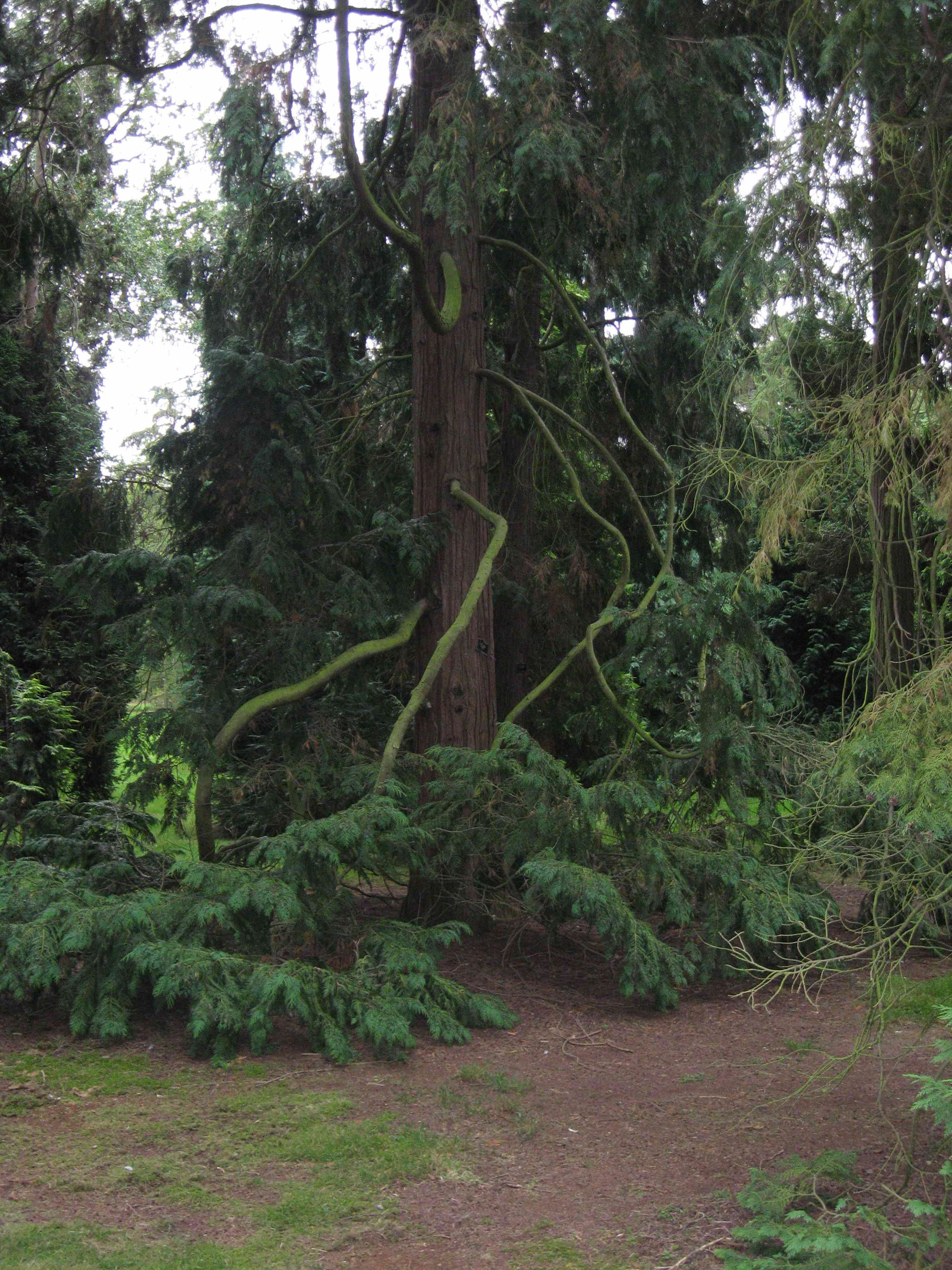
Arboretum

### RhizotronetTreetop Walkway

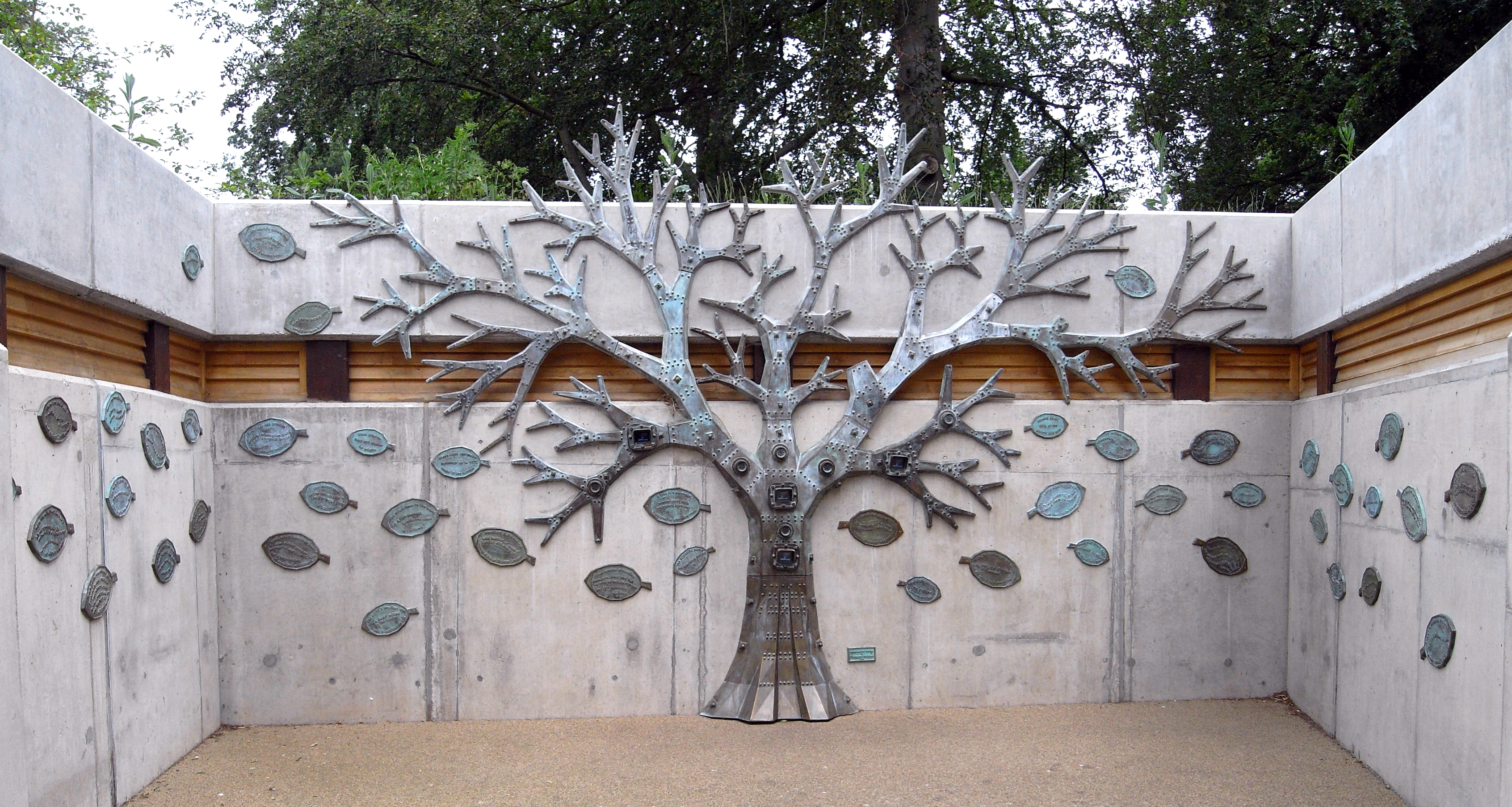
Le Rhizotron
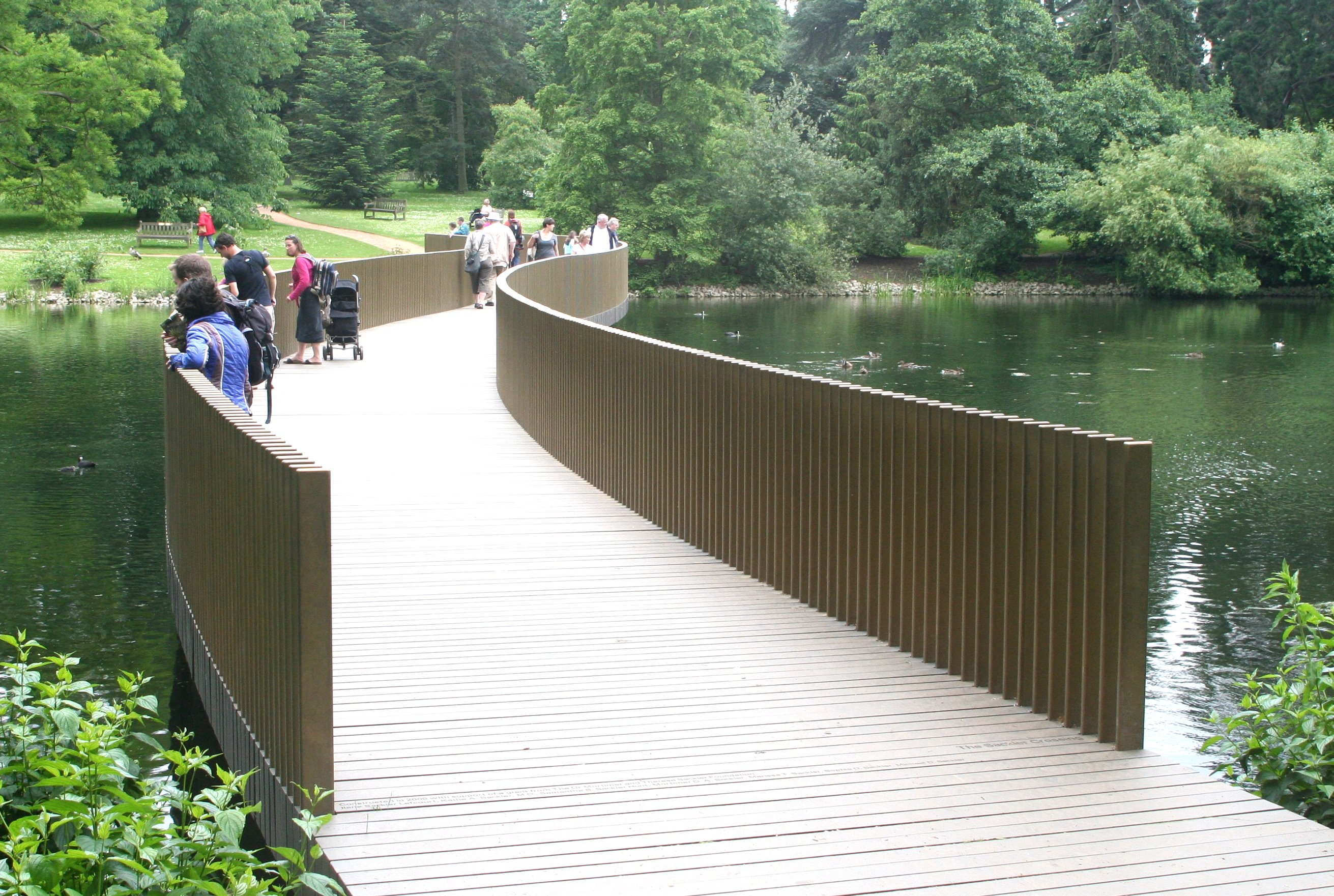
Sackler Crossing
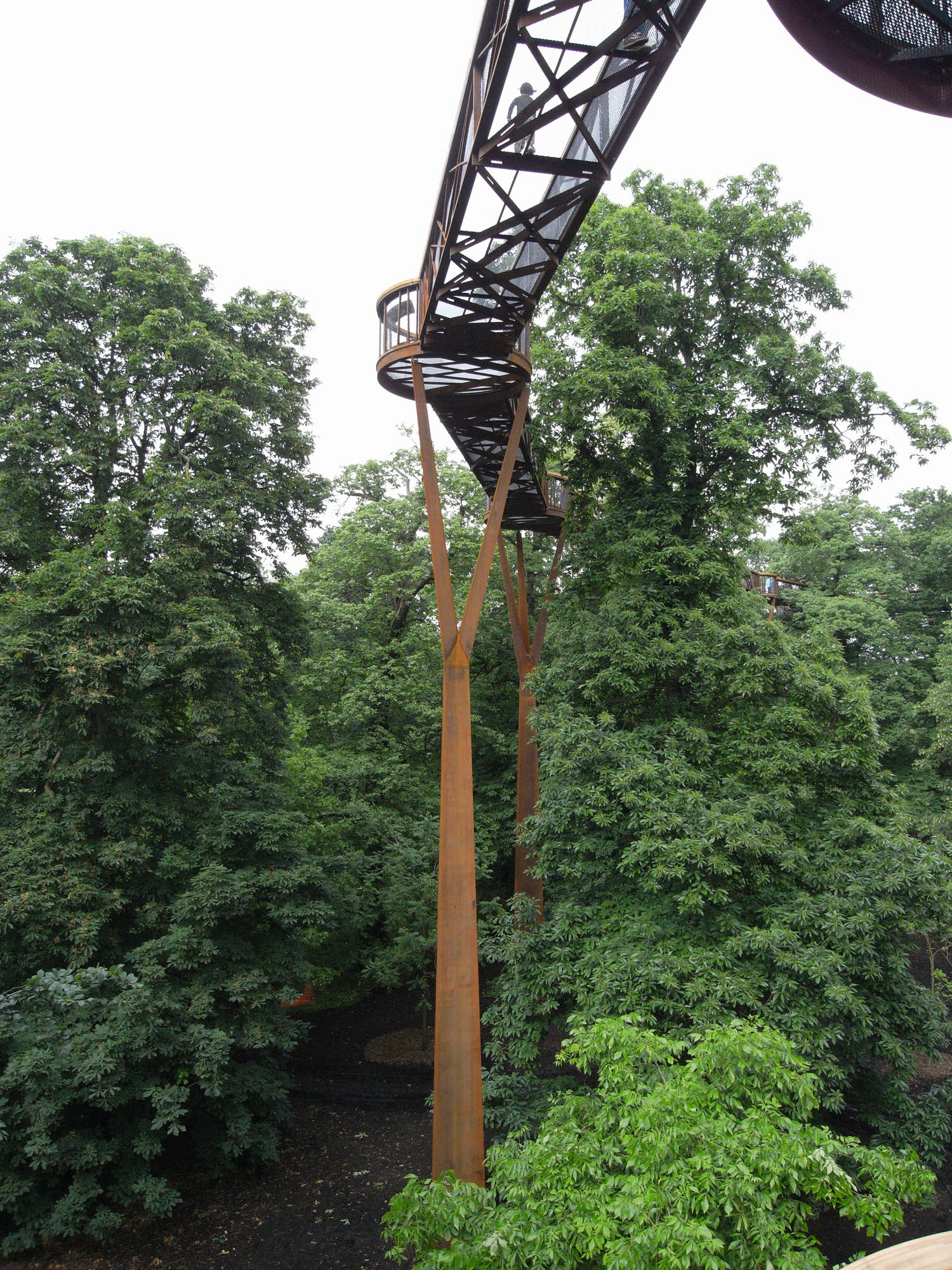
Treetop walkway
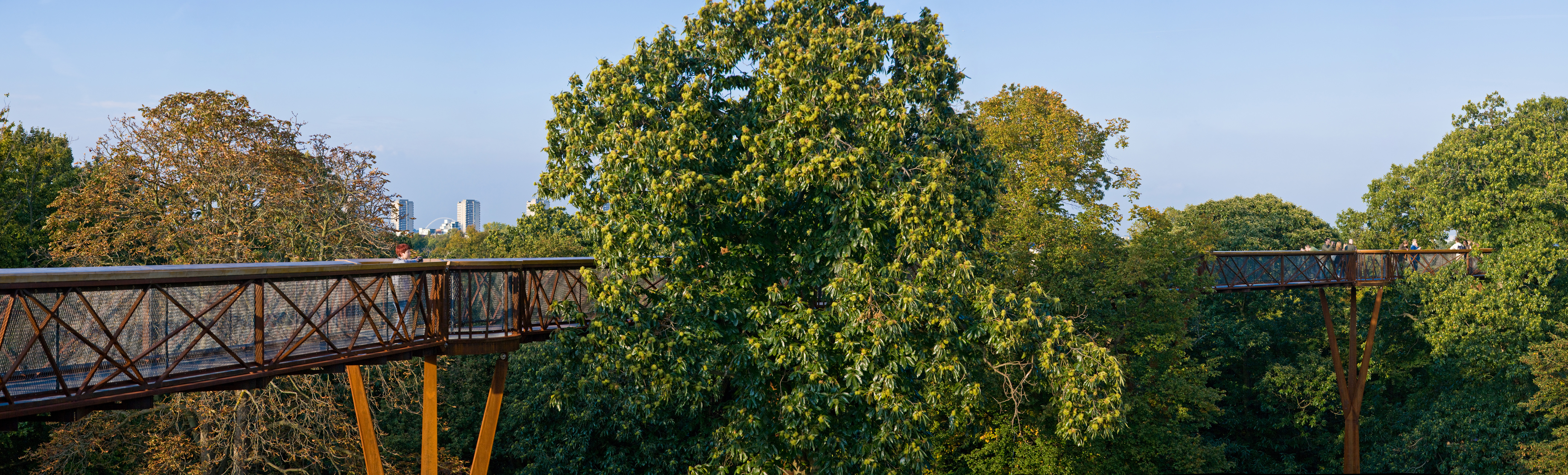
Treetop walkway dans la canopée à 18 m de haut

Une passerelle de 200 m qui parcourt la canopée à 18 m de hauteur a été ouverte en mai 2008.

### Les sculptures
Il existe quelques sculptures dans les Jardins de Kew. Les plus célèbres sont les Queen's Beasts (Animaux de la Reine), dix statues d'animaux portant les écus, marquant l'ascendance de la reine Élisabeth II. Les statues originales avaient été fabriquées en plâtre par James Woodford pour le couronnement de la reine en 1953 ; ces statues ont été copiées en pierre de Portland en 1958 et placées à côté de la serre Palm House. Les animaux sont : le lion d'Angleterre ; le griffon (mythologie) du roi Édouard III ; le faucon des Plantagenêts ; le taureau noir des ducs de Clarence ; le lion blanc des Mortimer ; l'éale des Beaufort ; le greyhound des Richmond ; le dragon rouge de Galles ; la licorne d'Écosse ; et le cheval blanc de Hanovre.
D'autres statues incluent un semeur et un jardinier représentant les travaux dans les jardins, près de la serre Princess of Wales Conservatory.
Il y a aussi un cadran solaire en face de Kew Palace, fabriqué en 1959 et basé sur un original fait dans le XVIIe siècle par Thomas Tompion.

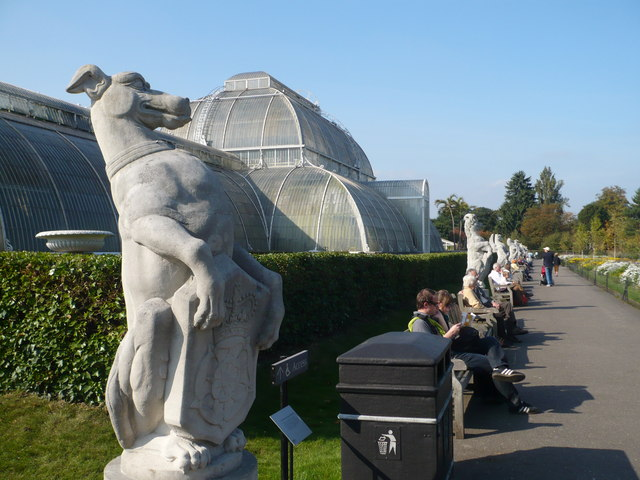
Queen's Beasts
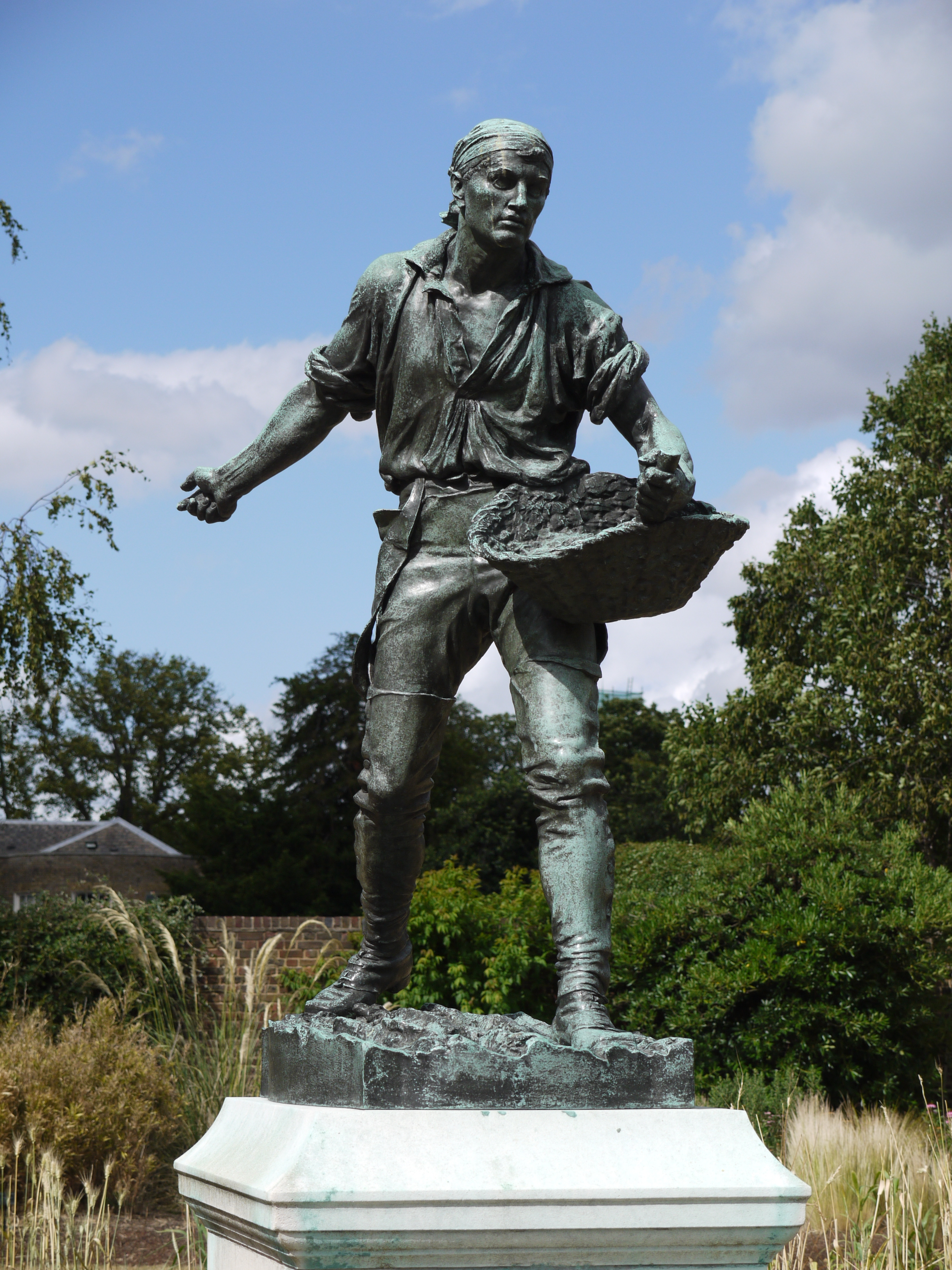
Semeur
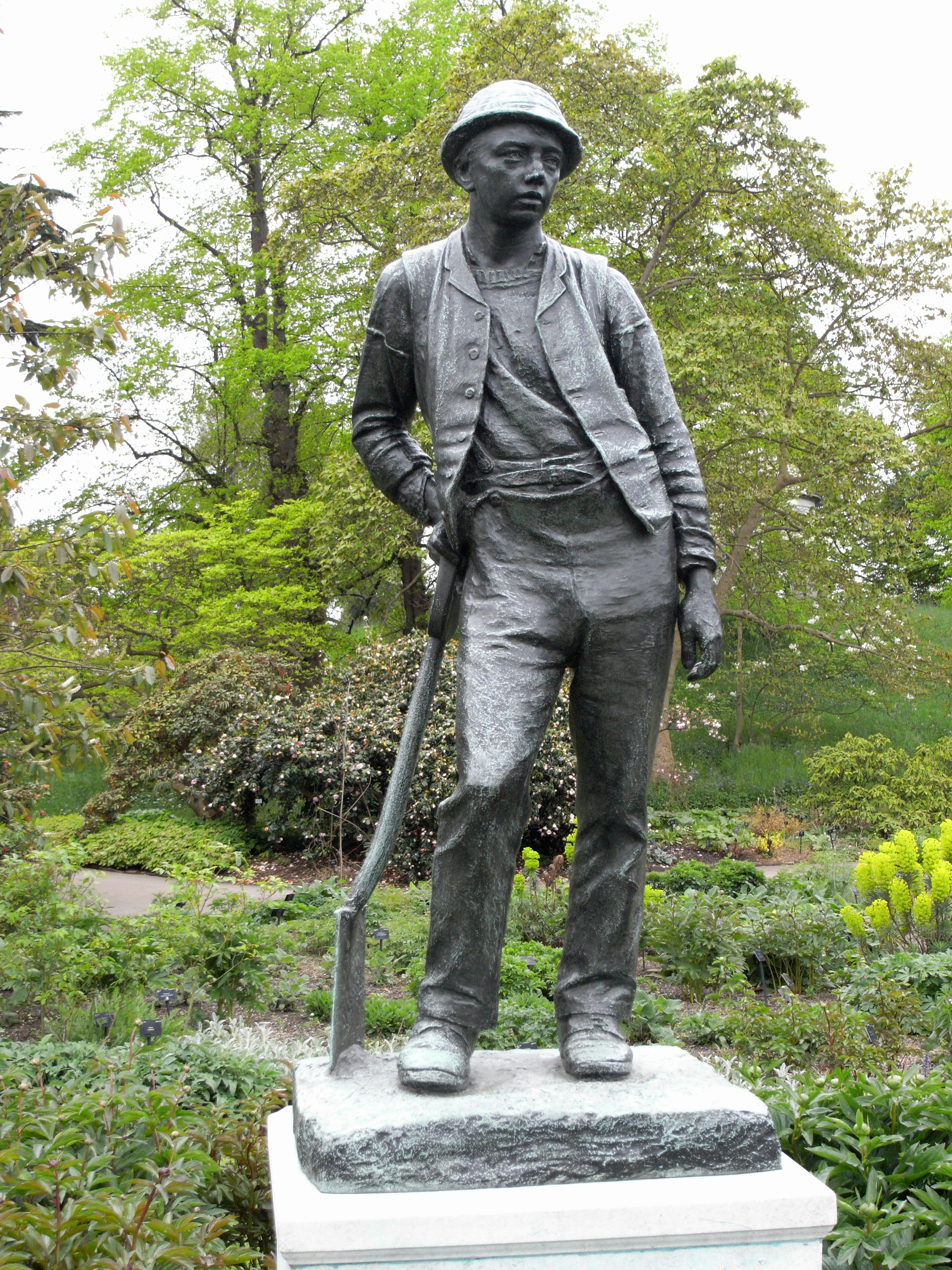
Jardinier
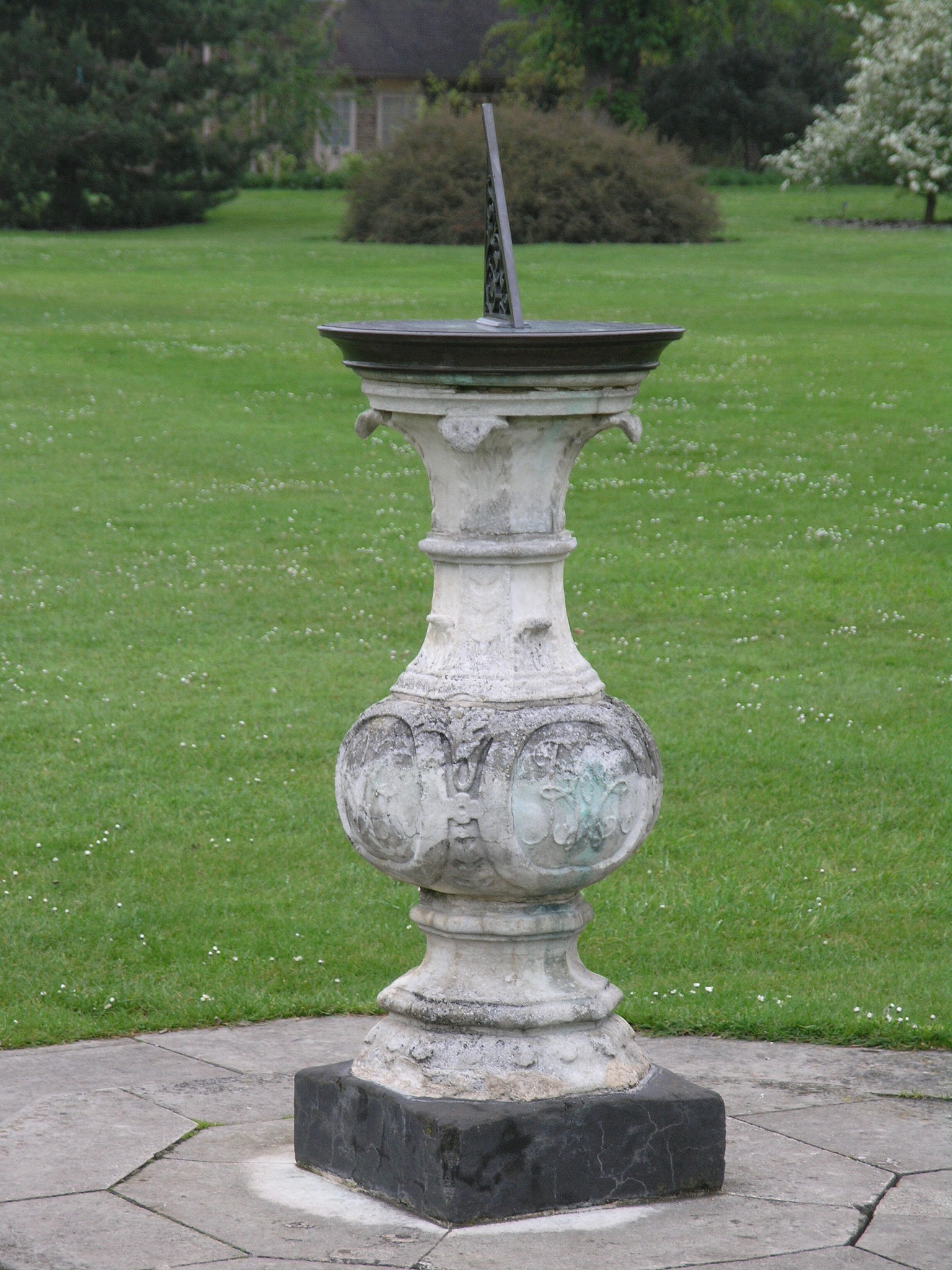
Cadran solaire

### Jardins temporaires

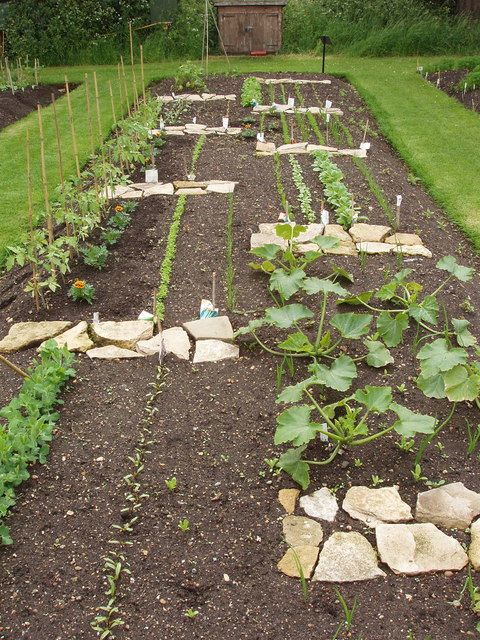
Parcelle d'étudiants

### Compost Heap

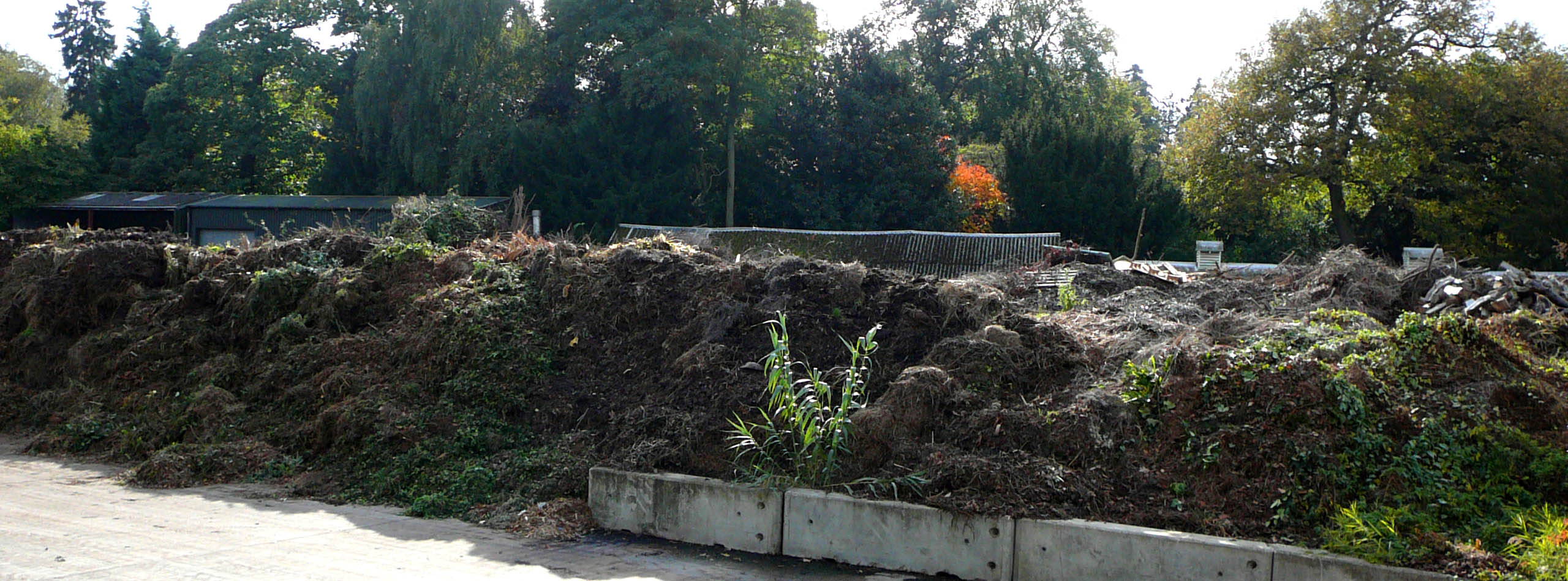
Une partie de l'immense tas de compost des jardins.

Dans leur politique de recyclage et de respect de l'environnement, les jardins de Kew produisent une très importante quantité de compost pour recycler les quelque 10 000 mètres cubes de déchets végétaux produits chaque année. Mélangés avec le fumier issu des chevaux des Écuries royales, les jardins produisent près de 2 000 mètres cubes de compost annuels.

## Bases de données
Les Jardins botaniques royaux de Kew gèrent plusieurs bases de données taxonomiques sur les plantes et les champignons, notamment l'International Plant Names Index (IPNI), Plants of the World Online (POWO), Index Fungorum, World Checklist of Selected Plant Families (WCSP), World Checklist of Vascular Plants (WCVP), Species Fungorum.

## Portes d'accès
Quatre portes aux jardins de Kew sont ouvertes au public : Elizabeth Gate (Porte d'Élisabeth), nommée d'après la reine Élisabeth II depuis 2012, l'année de son jubilé de diamant ; Victoria Gate (Porte de Victoria), nommée après la reine Victoria ; Brentford Gate (Porte de Brentford), et Lion Gate (Porte du Lion), nommée après sa statue de pierre de Coade d'un lion au-dessus. Deux autres portes, Unicorn Gate (Porte de la Licorne, qui a une statue de pierre de Coade d'une licorne au-dessus) et Cumberland Gate (Porte de Cumberland) sont fermées au public.

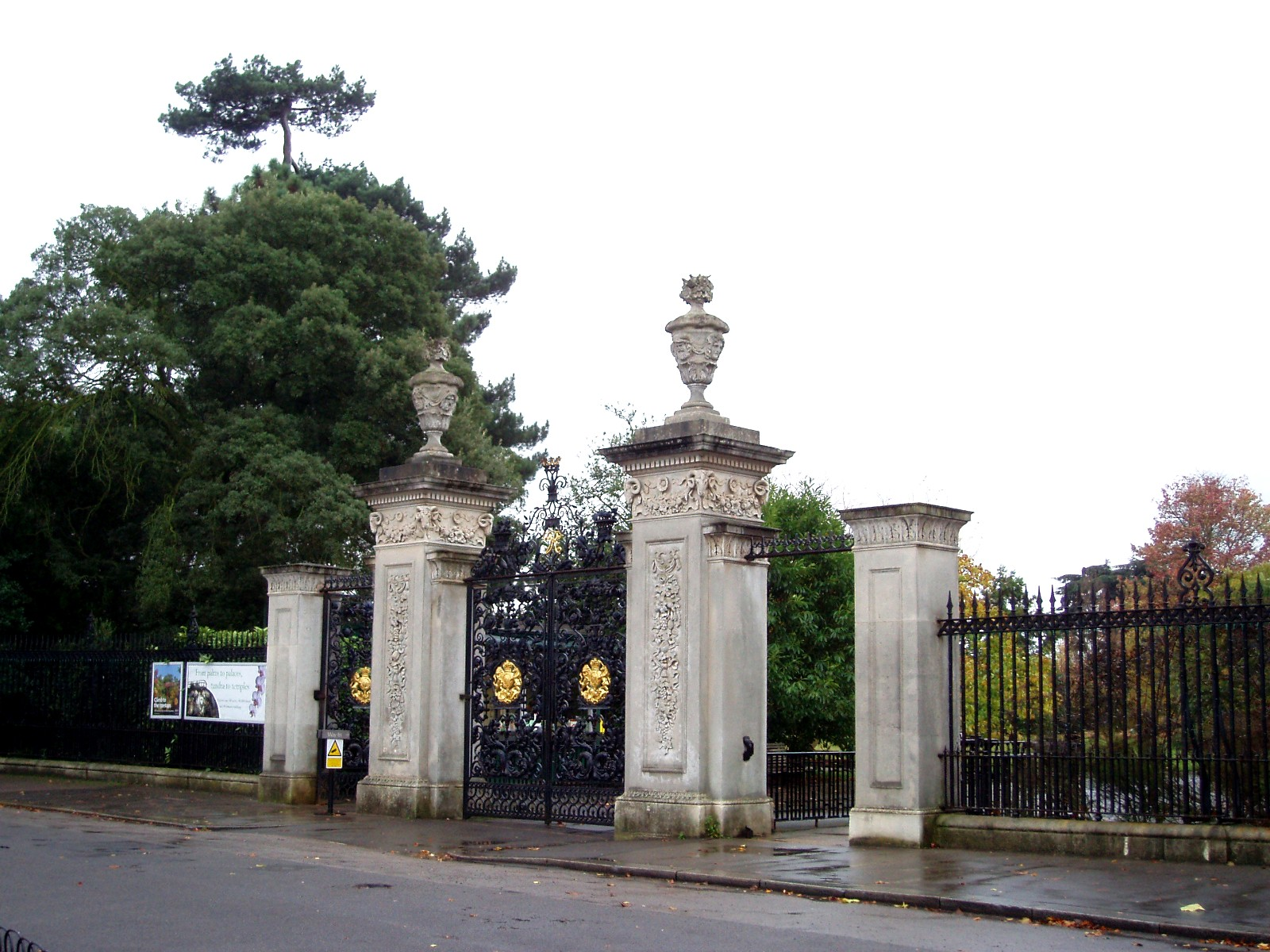
Elizabeth Gate
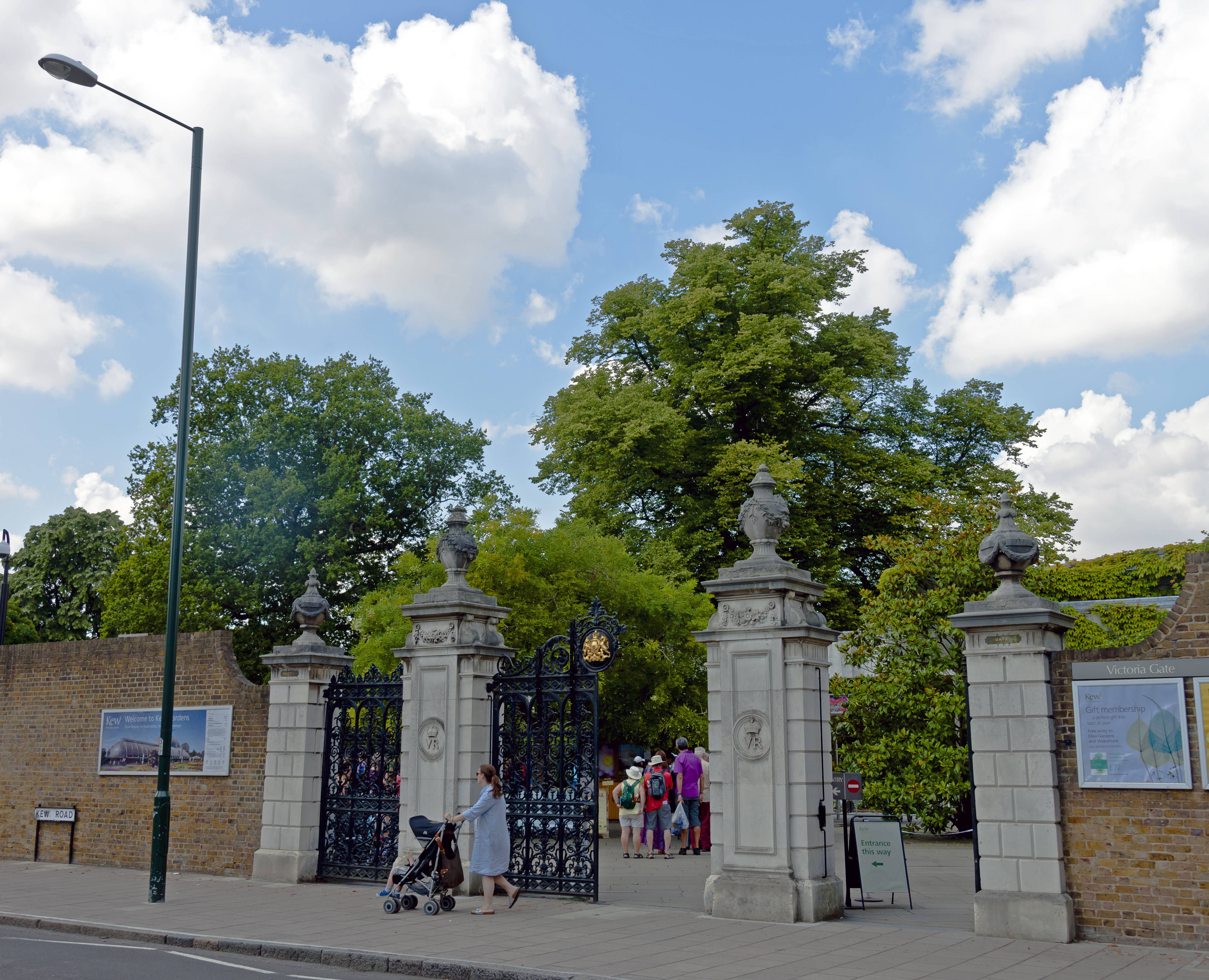
Victoria Gate
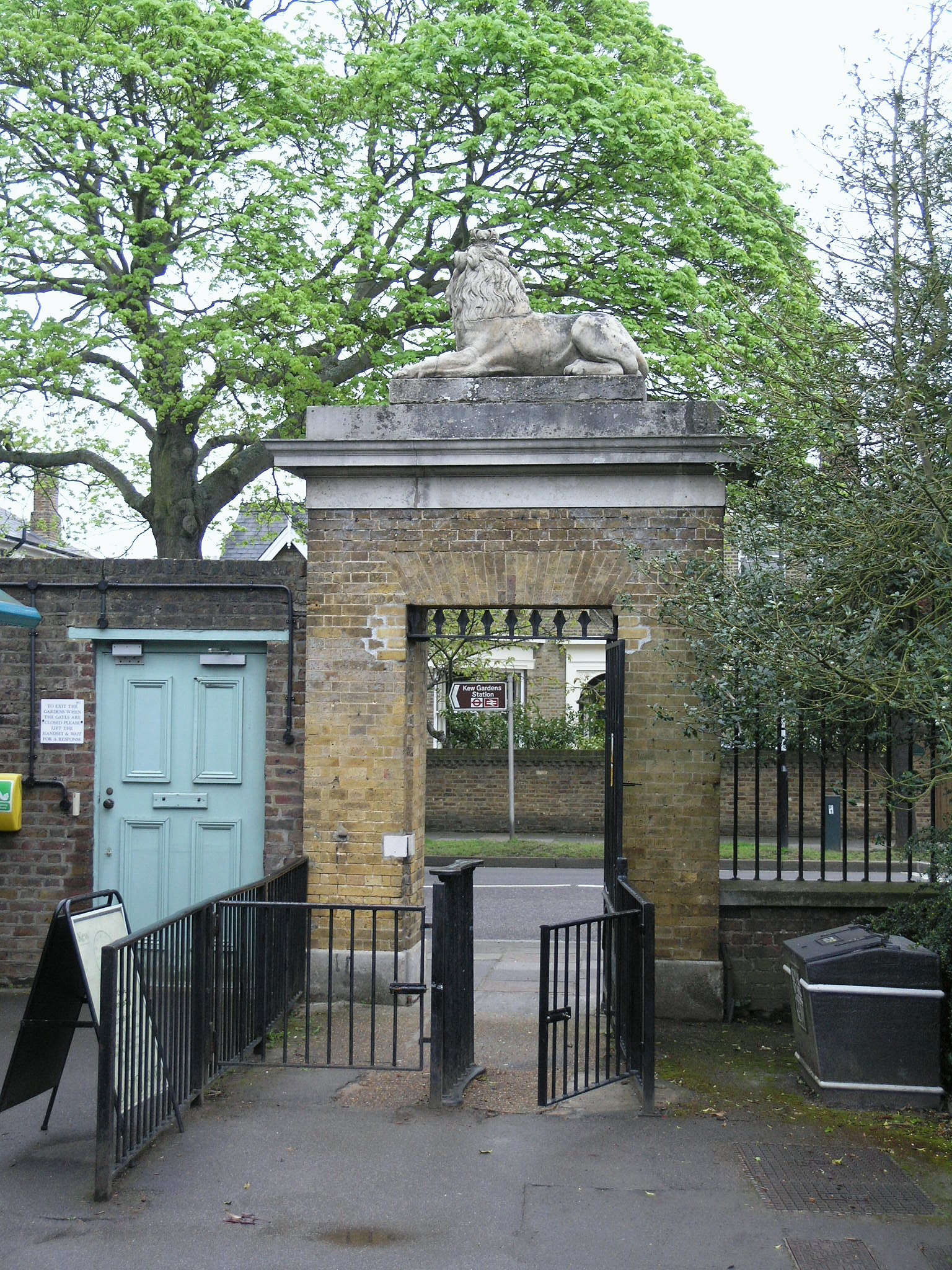
Lion Gate
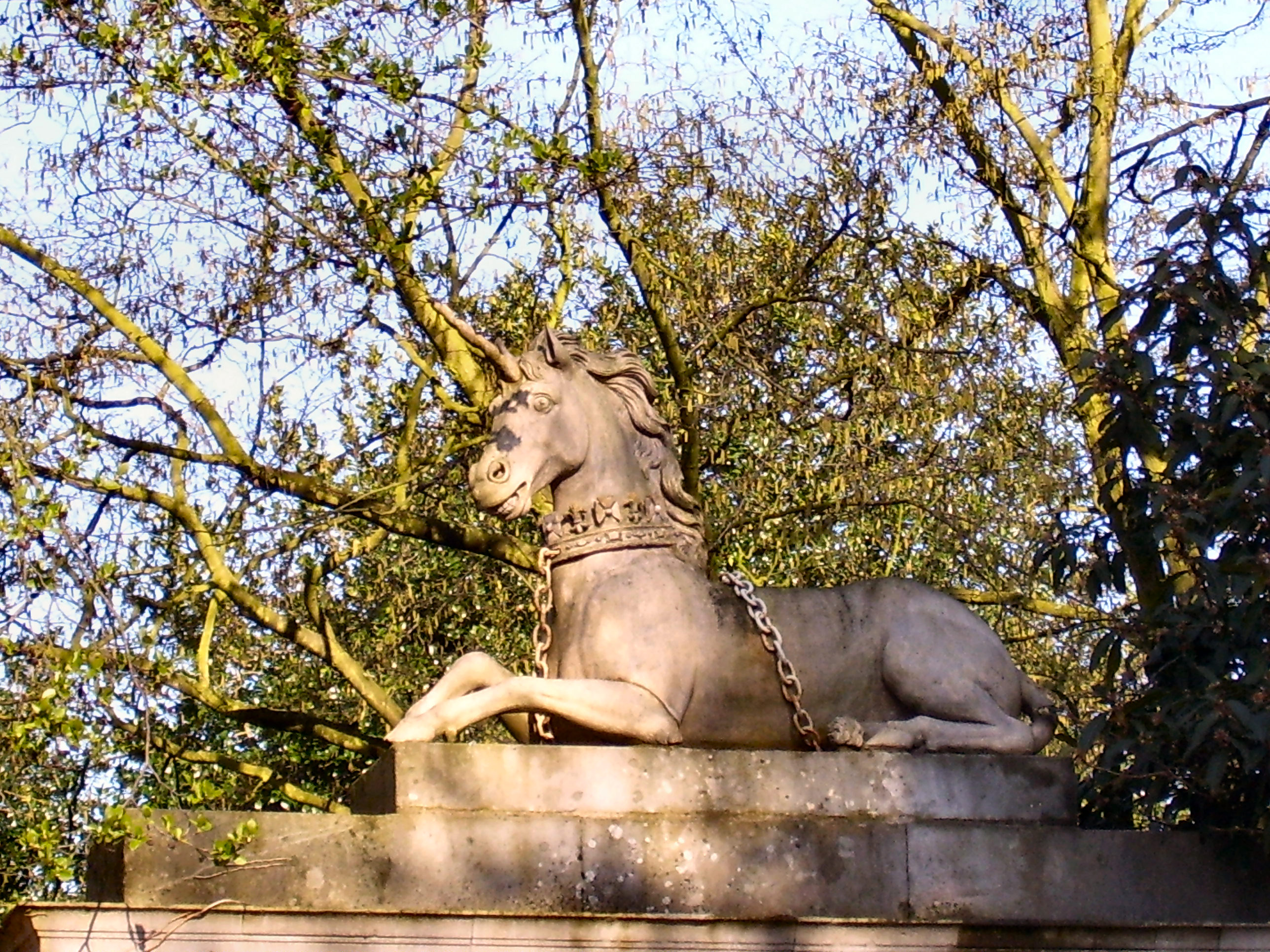
Unicorn Gate